# Grüne Gentechnik
Die Grüne Gentechnik oder Agrogentechnik ist die Anwendung gentechnischer Verfahren im Bereich der Pflanzenzüchtung. Das Ergebnis gentechnischer Verfahren sind gentechnisch veränderte Pflanzen. Insbesondere bezeichnet der Begriff Verfahren zur Herstellung pflanzlicher gentechnisch veränderter Organismen (GVO), in deren Erbgut gezielt einzelne Gene eingeschleust werden. Stammen diese Gene von anderen Arten, entstehen transgene Pflanzen. Die Grüne Gentechnik ist somit Bestandteil der Grünen Biotechnologie, wobei sich die Bezeichnung „grün“ in Abgrenzung zur „roten“ Biotechnologie und „weißen“ Biotechnologie auf die Anwendung an Pflanzen bezieht. Derzeit werden als gentechnisch veränderte Pflanzen insbesondere herbizid- und insektenresistente Pflanzensorten vermarktet. Grüne Gentechnik ist Teil der Bioökonomie.
Die Grüne Gentechnik transferiert (anders als die herkömmliche Züchtung) gezielt Gene. Sie kann Artgrenzen sowie andere Kreuzungsbarrieren (wie etwa Unfruchtbarkeit) überschreiten. Die herkömmliche Pflanzenzüchtung hingegen nutzt als Alternative meist spontane oder induzierte Mutationen, deren Ausprägungen durch äußere Einflüsse (z. B. Kälteschocks oder radioaktive Bestrahlung) hervorgerufen werden. In beiden Fällen ist vor weiterer Züchtung eine selektive Sichtung der Mutationen erforderlich.
Die Frage, ob die Anwendung der Grünen Gentechnik wünschenswert oder abzulehnen sei, ist in vielen Ländern lebhaft diskutiert worden. Dabei spielten unter anderem Aspekte der Ernährungssicherheit, des Umweltschutzes, der Wirtschaftlichkeit und des Verhältnisses der Gentechnik zur „Natürlichkeit“ eine Rolle.

## Forschung und Techniken

### Gentechnik in der Forschung
Moderne Pflanzenphysiologie untersucht oft molekulare Vorgänge in Pflanzen. Die Gentechnik ermöglicht es, das Verhalten von Genen in der Pflanze gezielt zu beeinflussen. Pflanzenzellen enthalten zwischen 20.000 und 60.000 Gene, deren Funktion bisher nur zu einem Bruchteil bekannt ist. Selbst bei der bestuntersuchten Pflanze (Arabidopsis thaliana) ist noch mehr als die Hälfte der Gene ohne bekannte Funktion.
Um die Funktion eines Gens zu erkennen, ist es in der Regel nötig, die Steuerung des Gens zu modifizieren. Hierfür werden oft drei verschiedene Pflanzenpopulationen untersucht. Die erste, unveränderte, Population wird als Wildtyp bezeichnet. Bei der zweiten Population wird das zu untersuchende Gen hinter einen viralen Promotor kloniert und in die Pflanze übertragen. Diese Population produziert vermehrt das Genprodukt des Gens (meist ein Protein). Diese Population besteht aus Überexpressoren. Eine dritte Population produziert das Genprodukt in geringerem Maße (Knockdown) oder gar nicht mehr (Knockout). Für „Knock down“ wird vorwiegend die Technik der RNA-Interferenz (RNAi) eingesetzt. Klassische „Knock out“-Pflanzen sind T-DNA-Insertionslinien, so dass entweder ein trunkiertes Protein entsteht, welches keine Funktion hat, oder der Promoter des Wildtyp-Gens ist durch die T-DNA-Insertion zerstört. Mit Hilfe der RNAi können „Knock down“-Pflanzen erzeugt werden, wenn zum Beispiel ein „Knock out“ im homozygoten Zustand letal ist. Ein „Knock down“ durch RNAi bietet die Möglichkeit, verschiedene Expressionslevel des Wildtyp-Gens auf Grund der unterschiedlichen Effizienz verschiedener RNAi-Konstrukte zu untersuchen.
Auch komplizierte Regulationsmechanismen sollen aufgeklärt werden, indem nicht nur das Genprodukt, sondern auch die gesamten Änderungen innerhalb der Zelle bzw. Pflanze betrachtet werden. Diese Methoden sollen das klassische Durchmustern von Mutanten um eine viel gezieltere Technik erweitern, mit der es möglich ist, den Effekt gefundener „Kandidatengene“ direkt zu untersuchen.
Zusätzlich zu den oben genannten Techniken gehören auch deskriptive Techniken zur gentechnischen Pflanzenforschung. So werden über Polymerase-Kettenreaktionen (PCR) Gene kloniert, es werden Häufigkeiten von Transkripten (Bauanleitungen für Proteine) mittels quantitativer PCR bestimmt oder mittels so genannter DNA-Chips gleich die meisten Gene einer Pflanze in ihrer Ablesehäufigkeit bestimmt.

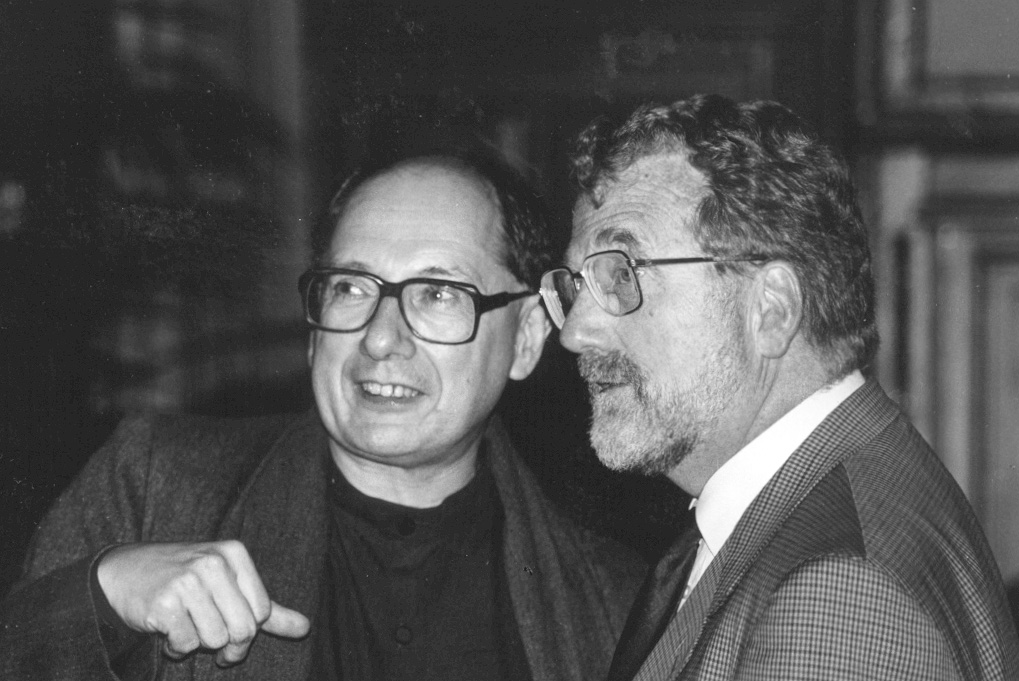
Marc van Montagu und Jozef Schell entwickelten in den 1980er Jahren den Gentransfer mittels Agrobacterium tumefaciens

In der modernen Grünen Gentechnik ist der Agrobacterium-vermittelte horizontale Gentransfer eine wichtige Technik. Bei dieser gentechnischen Methode werden einzelne Erbfaktoren von Zellen eines Organismus in Zellen eines anderen Lebewesens übertragen. Sie wurde in den 1980er Jahren von Jozef Schell und Marc van Montagu entwickelt.
Die somatische Hybridisierung, eine weitere wichtige Methode, erlaubt es, gewünschte Merkmale verschiedener Elternpflanzen zu kombinieren. Im Vergleich zum Agrobacterium-vermittelten Gentransfer müssen hierbei keine spezifischen Gene identifiziert und isoliert werden. Außerdem wird damit die Einschränkung der Transformation überwunden, nur wenige Gene in ein vorgegebenes Erbgut einführen zu können. Auch kann bei der Zellfusion die Chromosomenzahl der Zellen multipliziert werden, also die Anzahl der Chromosomensätze (Ploidiegrad) erhöht werden. Dies kann die Ertragsfähigkeit von Pflanzen steigern. Molekulare Marker oder biochemische Analysen werden genutzt, um aus der somatischen Hybridisierung hervorgegangene Pflanzen zu charakterisieren und zu selektieren.

### Gentechnik in der Pflanzenzüchtung
Es existieren eine Reihe gentechnischer Methoden, die nicht alle die Herstellung transgener Pflanzen zum Ergebnis haben. Breite Anwendung haben seit Ende der 1990er Jahre drei Methoden gefunden, um transgene Pflanzen herzustellen: Gentransfer durch Agrobacterium tumefaciens, Biolistische Gentransfers und Protoplastentransformation. Daneben haben sich in den letzten Jahren verfeinerte gentechnische Methoden etabliert (Cisgenese, Intragenese, Genome Editing), bei denen der Transfer artfremder Gene nur eines von mehreren verschiedenen Anwendungsfeldern darstellt. Schließlich lassen sich gentechnisch veränderte Pflanzen auch als Unterlagen zum Pfropfen nutzen.

#### Transfer durchAgrobacterium tumefaciens
Agrobacterium tumefaciens ist ein Bodenbakterium, das ein spezielles Plasmid in das pflanzliche Genom integriert. Auf diesem Weg werden bei Pflanzen Gallen am Wurzelhals als Lebensraum und zugleich die Produktion bestimmter Nährstoffe, so genannter Opine, ausgelöst. Dies macht man sich in der Gentechnik zunutze, indem man das Plasmid, das Tumorbildung und Opinproduktion auslöst, stilllegt und um ein kleineres Plasmid mit Fremdgenen ergänzt, das zuvor in Escherichia coli zusammengesetzt wurde (binäres Vektorsystem). Anschließend werden Pflanzenstücke mit diesen Bakterienstämmen infiziert, transgene Gewebe selektiert und mittels In-vitro-Kultur wieder zu vollständigen Pflanzen herangezogen.
Damit Agrobacterium tumefaciens Pflanzenzellen transformieren kann, müssen diese als Folge einer Verletzung phenolische Substanzen ausschütten, die als „Lockstoff“ für das Bakterium dienen. Da nur sehr wenige einkeimblättrige Pflanzen dies tun, ist der Einsatz weitgehend auf zweikeimblättrige Pflanzen begrenzt. Allerdings konnte durch Zugaben entsprechender Stoffe (z. B. Acetosyringon) das Anwendungsgebiet auf einige Einkeimblättrige und sogar Pilze vergrößert werden. Eine weitere Einschränkung ist, dass Agrobacterium tumefaciens sich ausschließlich zur Transformation der Chromosomen des Zellkerns eignet.

#### Biolistische Transfers
Ein biolistischer Transfer ist im Gegensatz dazu eine rein mechanische Methode des Gentransfers. Hier wird DNA auf Gold- oder Wolframpartikel aufgebracht, die anschließend mit Geschwindigkeiten von mehr als 1.300 m/s in die Zellen geschossen werden. Dies wird mit Hilfe einer Genkanone durchgeführt.
Da die Partikel sehr klein sind, bleiben Zelle und Zellwand dabei weitgehend unbeschädigt. Weitere Vorteile sind, dass das Verfahren für Zellen jedweder Lebewesen geeignet ist, auch auf die DNA von Mitochondrien und Plastiden angewandt werden kann und dass die mögliche Anzahl der transferierten Gene relativ hoch ist. Problematisch ist allerdings, dass der Gentransfer relativ instabil ist, häufig kommt es nur zu einer sogenannten „transienten Expression“, die eingefügte DNA ist also nur vorübergehend aktiv und verliert sich später wieder. Auch kommt es manchmal dazu, dass nur Teile des erzielten Gewebes aus transformierten Zellen bestehen.

#### Protoplastentransformation
Ein dritter möglicher Weg ist die Protoplastentransformation. Hierbei werden die Zellen des zu transformierenden Gewebes zuerst durch Pektinasen vereinzelt (siehe Protoplastenkultur) und anschließend durch Zellulasen die Zellwände aufgelöst (Protoplastenisolation). So erhält man nur noch durch die Zellmembran zusammengehaltene Protoplasten.
Für den eigentlichen Gentransfer wird diesen Protoplasten entweder Polyethylenglykol hinzugefügt oder es erfolgt ein Transfer nach einem kurzen Stromstoß (Elektroporation), wodurch die Membran durchlässig für die DNA wird. Die Methode ist zwar bei allen Pflanzen anwendbar, allerdings ist es äußerst schwierig, anschließend aus den Protoplasten wieder Pflanzen zu regenerieren.

#### Cisgenese
Transgene Pflanzen enthalten Gene anderer Arten, die durch natürliche Kreuzungen nicht in die Pflanze gelangen können. Es wird somit eine natürliche Barriere überschritten, deren langfristige Folgen nicht eindeutig gewertet werden können. Um diese Risiken auszuschließen, wurden sogenannte cisgene Pflanzen entwickelt, die nur Gene kreuzbarer Arten enthalten. Der Prozess wird als Cisgenese bezeichnet. Cisgene Pflanzen enthalten nur eine einzige integrierte DNA-Sequenz, die das proteincodierende Gen mit seinen Regulationssequenzen (Promotor und Terminator) enthält. Eine solche cisgene Pflanze könnte auch durch natürliche Kreuzung entstehen, wobei aber langwierige Rückkreuzungen nötig wären, um unerwünschte Gene zu entfernen (linkage drag). Ein vielversprechendes Beispiel einer cisgenen Pflanze sind Kartoffeln, die gegen Kraut- und Knollenfäule resistent sind. Hierzu wurden Gene aus Wildkartoffeln isoliert und in beliebte Kartoffelsorten wie zum Beispiel Désirée eingefügt. Die zunächst hergestellte Fortuna ist keine rein cisgene Kartoffel, da sie noch Fremd-DNA enthält, die aus Bakterien und Agrobacterium tumefaciens stammt.

#### Intragenese
Wenn das eingebrachte DNA-Stück aus einer kreuzbaren Art entstammt, aber aus mehreren Fragmenten zusammengesetzt ist, spricht man von einer intragenen Pflanze und der Prozess wird als Intragenese bezeichnet. Eine intragene Pflanze enthält zwar nur DNA-Stücke aus kreuzbaren Arten, aber es ist sehr unwahrscheinlich, dass diese Anordnung bei Kreuzung der verschiedenen Arten entstehen könnte.

#### Genome Editing
Eine gezielte Veränderung in der DNA-Sequenz an einem vorher bestimmten Gen wird als Genome Editing bezeichnet. Hierbei wird eine Endonuklease in die Zelle eingebracht, die die erwünschte DNA-Sequenz spezifisch erkennt und schneidet. Als Endonukleasen werden Zinkfingernukleasen, Transcription Activator-like Effector Nucleases (TALENs) oder das CRISPR/Cas-System eingefügt. Der entstandene Doppelstrangbruch wird von der Zelle erkannt und repariert (non-homologous end joining, NHEJ). Bei dieser Reparatur wird häufig ein Fehler gemacht, so dass an der reparierten Stelle eine Mutation erscheint. Damit ist eine gezielte Mutagenese praktisch jedes Gens einer Pflanzenzelle möglich. Sofern die Endonuklease, die den gezielten Bruch in der DNA ausgelöst hat, in der Zelle nicht mehr vorhanden ist, kann die durch Genome Editing veränderte Pflanze von einer mit klassischen Verfahren mutierten Pflanze nicht unterschieden werden.
Um die Reparatur des Doppelstrangbruchs zu beeinflussen, kann neben der sequenzspezifischen Nuklease eine kurze DNA zugegeben werden, die die Sequenz des Bruchpunktes umfasst. In diesem Fall wird die Reparatur diese DNA als Matrize verwenden. Bei diesem Prozess, der als homologe Rekombination bezeichnet wird, enthält die reparierte Stelle die Sequenz der zugegebenen DNA und somit eine gezielte Veränderung der DNA an einer wohl definierten Stelle. Diese Veränderung kann einen einzigen Basenaustausch in der DNA beinhalten, aber auch eine Insertion eines ganzen Gens umfassen. Die Technik erlaubt somit eine Insertion eines Gens an einer genau definierten Stelle im Genom.

#### Pfropfen mit GVP
Das Pfropfen kann mit gentechnisch veränderten Pflanzen erfolgen, wobei entweder der Edelreiser oder die Unterlage das genveränderte Material enthält. Wenn die Unterlage genverändert ist, so werden die Früchte keinen gentechnisch veränderten Organismus darstellen.

## Merkmale, Anwendungen
Die Ziele der Grünen Gentechnik unterscheiden sich prinzipiell nicht von denjenigen jahrtausendealter traditioneller Pflanzenzucht. Es geht um eine Verbesserung der Eigenschaften von Pflanzen.
Jeder Gentransfer wird mit dem Ziel ausgeführt, den Pflanzen ein gewünschtes Merkmal (englisch trait) zu übertragen. Man unterscheidet Eigenschaften, die für den Anbau interessant sind, und solche, welche der besseren Vermarktung dienen. Für den Anbau ist insbesondere die Herbizidtoleranz und die Schädlingskontrolle wichtig. Für die Vermarktung stehen die Verbesserung des Nährstoffgehalts und die verbesserte Herstellung von Industrierohstoffen im Vordergrund.
Das Ergebnis einer Transformation wird als Event (engl. für Ereignis) bezeichnet. Verschiedene Events können zu demselben Merkmal führen. Zunehmend sind auch GV-Pflanzen mit Kombinationen mehrerer Merkmale verfügbar. Man spricht hier von Stacked Events (engl. für gestapelt). Neue Sorten mit mehreren Merkmalen können Ergebnis der Kooperation von Unternehmen sein. So haben z. B. Monsanto und Dow AgroSciences bei der Entwicklung von SmartStax-Maissorten zusammengearbeitet.
Weltweit wurden im Jahr 2016 auf 185 Millionen Hektaren gentechnisch veränderte Pflanzen angebaut. Die vier wichtigsten Agrarpflanzen (Anteil in % der gesamten GVO) sind Soja (50 %), Mais (33 %), Baumwolle (12 %), und Raps (5 %). Luzerne, Zuckerrüben und Papaya machen je weniger als 1 % der GVO Anbaufläche aus. Bei Soja und Baumwolle werden in der Zwischenzeit weltweit vorwiegend gentechnisch veränderte Pflanzen angebaut, da diese Kulturpflanzen zum größten Teil in Ländern angebaut werden, in denen der Anbau von gentechnisch veränderten Pflanzen erlaubt ist. Für Soja sind dies 78 % und für Baumwolle 64 %. Im Gegensatz dazu werden nur 33 % des Mais und 24 % des Raps als GVO angebaut.

### Eigenschaften, die die Agronomie betreffen

#### Herbizidresistenz
Die Begriffe Herbizidresistenz und Herbizidtoleranz werden in der Regel gleichwertig verwendet.
Die Bekämpfung von Unkräutern in Kulturpflanzungen mit Herbiziden ist eine Methode, die in der Hoffnung auf einen möglichst hohen Ertrag eingesetzt wird. Durch Übertragung von Genen, die eine Resistenz gegen bestimmte Herbizide vermitteln, werden Nutzpflanzen erzeugt, die gegen diese Herbizide resistent sind. Der Einsatz solcher gentechnisch veränderter Nutzpflanzen ermöglicht eine einfache Unkrautbekämpfung, da durch den Einsatz des entsprechenden Herbizids alle Unkräuter absterben, während die gentechnisch veränderten Pflanzen weiter wachsen.
Die Herbizidresistenz war im Jahr 2012 die mit Abstand am weitesten verbreitete genetische Veränderung beim kommerziellen Anbau gentechnisch veränderter Pflanzen, mit weltweit etwa 145 Millionen Hektar Anbaufläche herbizidresistenter Arten. Dabei waren fast 45 Millionen Hektar mit Pflanzen angebaut, die neben der Herbizidresistenz auch eine Insektenresistenz enthielten (Stacked Events).
Der erste Durchbruch gelang durch die Übertragung des EPSPS-Gens (5-Enolpyruvylshikimat-3-phosphat-Synthase) aus dem Bodenbakterium Agrobacterium tumefaciens, das eine Resistenz gegenüber dem Herbizid Glyphosat (Markenname Roundup von Monsanto) vermittelt. Diese Glyphosatresistenz wurde insbesondere in Mais, Raps, Soja, Baumwolle, Luzerne und Zuckerrüben übertragen.
Entsprechend wurde das PAT-Protein (Phosphinothricin Acetyl-Transferase) aus dem bar- oder pat-Gen, die beide aus unterschiedlichen Streptomyces-Arten stammen, in Mais, Raps und Baumwolle übertragen, um eine Resistenz gegen Glufosinat (Markenname Liberty oder Basta von Bayer) auszulösen.
Da in den letzten Jahren durch den häufigen Einsatz von Glyphosat weltweit 24 Unkräuter resistent geworden sind und damit die selektive Wirkung des Herbizids teilweise dramatisch verloren gegangen ist, werden Nutzpflanzen entwickelt, die Resistenzgene enthalten, die im Zusammenspiel mit anderen Herbiziden wirken. Im Vordergrund stehen die Verbindungen Dicamba, 2,4-D (2,4-Dichlorphenoxyessigsäure), Imazapyr, HPPD (4-Hydroxyphenylpyruvat-Dioxygenase)-Hemmer, ACCase (Acetyl-CoA-Carboxylase)-Hemmer und ALS (Acetolactat-Synthase)-Hemmer (Sulfonylharnstoffe).
Um das Entstehen von Resistenzen zu verzögern, werden zusätzlich Nutzpflanzen entwickelt, die gleichzeitig mehrere Resistenzgene gegen unterschiedliche Herbizide enthalten. Das Landwirtschaftsministerium der Vereinigten Staaten (USDA) hat fünf Soja-, zwei Mais- und eine Baumwollsorte mit je zwei unterschiedlichen Resistenzgenen (Stand März 2015) für den kommerziellen Anbau (nonregulated status) zugelassen. Der Einsatz von diesen Nutzpflanzen, die gegen mehrere Herbizide resistent sind, haben Kontroversen ausgelöst. Dies gilt insbesondere für gentechnisch veränderten Mais und Soja, die, hergestellt von der Firma Dow AgroSciences, gegen Enlist, eine Mischung von Glyphosat und 2,4-D, resistent sind.
Es ist zurzeit umstritten, ob die Regeln für den Einsatz der entsprechenden Herbizide ausreichen, um einen weiteren Anstieg herbizidresistenter Unkräuter zu vermindern.

#### Insektenresistenz

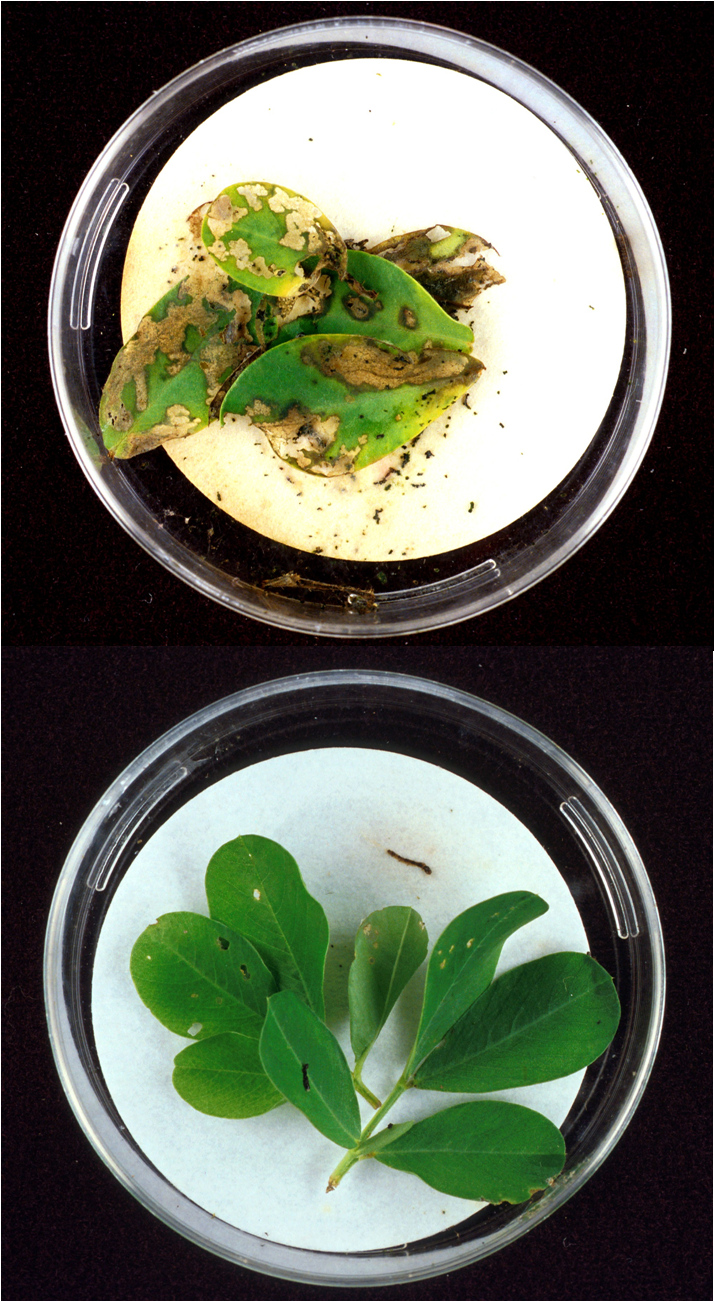
Fraßschäden durch Elasmopalpus lignosellus-Larven an konventioneller (oben) und Bt-Erdnuss (unten). Die Larve im unteren Bild ist nach wenigen Bissen tot.

Bt-Toxine aus dem Bakterium Bacillus thuringiensis werden als Präparate seit Jahrzehnten im biologischen Pflanzenschutz oder zur Stechmückenbekämpfung eingesetzt. Molekulare Analysen haben gezeigt, dass eine Vielfalt an unterschiedlichen Bt-Toxinen (auch als Cry-Proteine bezeichnet) vorkommen, die teilweise selektiv gegen bestimmte Raupen von Schmetterlingen oder Käfern wirken. Durch Übertragung entsprechender bakterieller Gene in Nutzpflanzen wurde erreicht, dass die Pflanzen eigenständig Gifte gegen bestimmte Schädlinge erzeugen. Die Vielfalt der Bt-Toxine widerspiegelt sich in einer Vielzahl von Bt-Toxin produzierenden Nutzpflanzen, die zum Anbau zugelassen sind. Da die Schädlinge zum Teil gegen ein bestimmtes Bt-Toxin resistent werden, werden häufig gleichzeitig unterschiedliche Bt-Toxine eingeführt. Wenn man die zusätzlich eingeführten Herbizidresistenzgene berücksichtigt, so findet man im November 2017 in der Datenbank der ISAAA (International Service for the Acquisition of Agri-Biotech Applications) 200 Events für Mais und 44 für Baumwolle. SmartStax Mais, eine gemeinsame Entwicklung von Monsanto und Dow AgroSciences, enthält sechs unterschiedliche Bt-Toxine sowie zwei Herbizidresistenzgene (Glyphosat und Glufosinat).
Bt-Aubergine wird seit 2014 mit Erfolg in Bangladesch angebaut und ist somit die erste gentechnisch veränderte Nahrungspflanze, die in einem Entwicklungsland für kommerzielle Zwecke verwendet wird. Im Jahr 2018 konnte der Einsatz von Spritzmitteln drastisch reduziert und ein 6-facher Profit erzielt werden.
In den letzten Jahren hat sich ein neuer gentechnischer Ansatz ergeben, um Schadinsekten zu bekämpfen. Hierzu wird ein Stück eines lebensnotwendigen Gens des Schädlings so in die Pflanze eingefügt, dass eine doppelsträngige RNA entsteht. Beim Fressen dieser Pflanze nimmt der Schädling diese RNA auf und durch RNA-Interferenz wird die Funktion dieses lebensnotwendigen Gens im Schädling blockiert, so dass das Insekt stirbt. Mit dieser Methode konnte in Laborversuchen unter anderem in transgenem Mais der Westliche Maiswurzelbohrer mit Erfolg bekämpft werden. In Kartoffeln ist auch eine erfolgreiche Bekämpfung des Kartoffelkäfers mit dieser Methode möglich. Der Einsatz der RNA-Interferenz ermöglicht die Bekämpfung von Schadinsekten, die auf Bt-Toxine nicht reagieren oder durch den Einsatz der Bt-Toxine resistent geworden sind. Im Juni 2017 wurde in den USA die Maissorte SmartStax PRO zum Anbau zugelassen, die nicht nur mit mehreren Bt-Toxinen, sondern auch durch RNA-Interferenz den Westlichen Maiswurzelbohrer bekämpft.
Da eine intensive Wechselwirkung zwischen Pflanzen und Insekten existiert, sind zielgerichtete gentechnische Eingriffe denkbar. So zeigte das Agrarforschungsinstitut Rothamsted Research, dass ein in Weizen eingebrachtes Gen aus der Pfefferminze, das den Duftstoff β-Farnesen produziert, in Laborversuchen einerseits Blattläuse vertreibt und andererseits eine parasitäre Schlupfwespe anlockt, die Eier in die Blattläuse ablegt. Entsprechende Freilandversuche waren aber ohne Erfolg, was auf die beschränktere Aussagekraft von Laborversuchen hinweist.

#### Virusresistenz

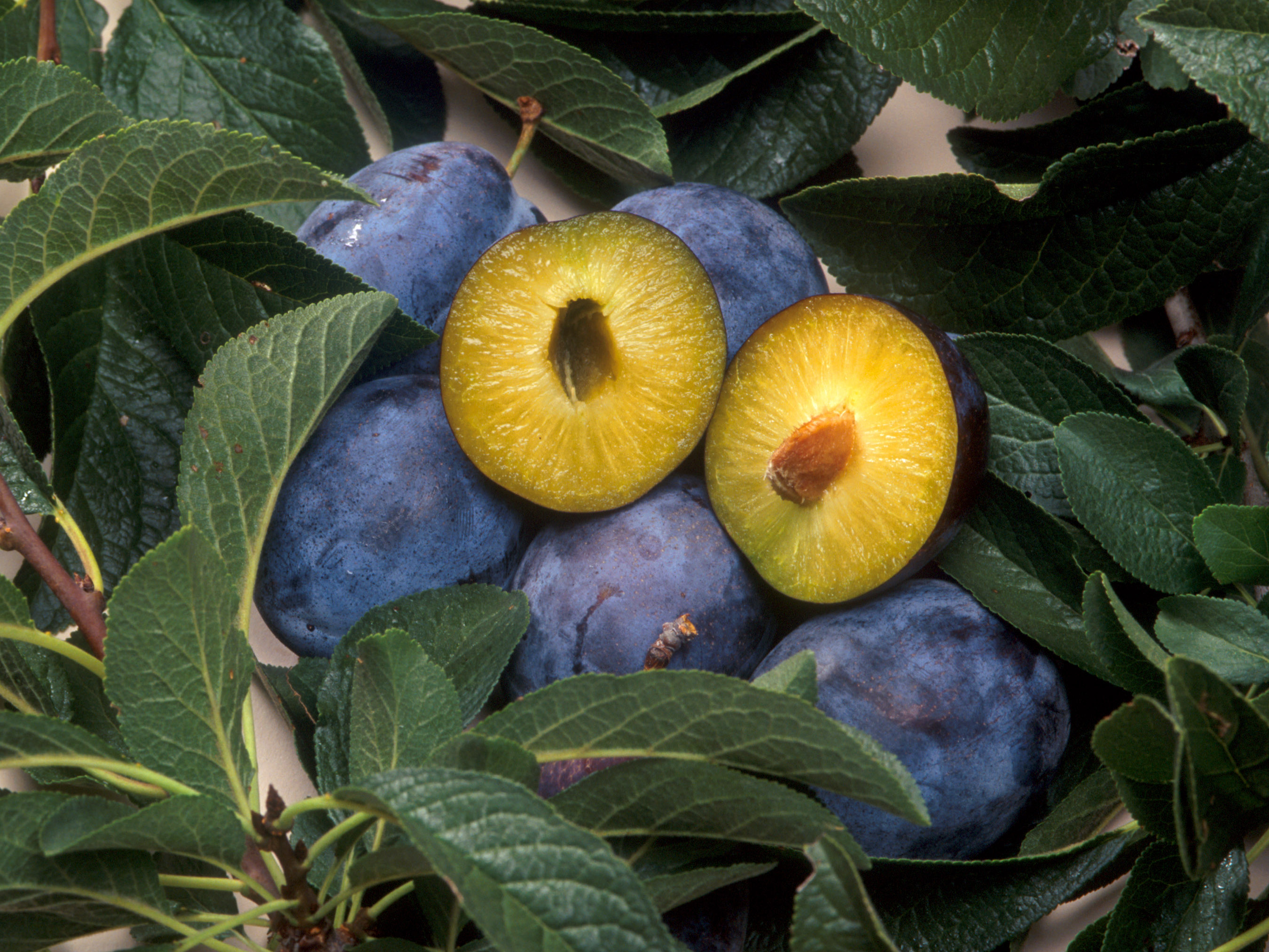
Transgene Pflaume mit Resistenz gegen das Plum Pox-Virus.

Virusresistenz von Nutzpflanzen wird vorwiegend durch die transgene Expression des Hüllproteins des entsprechenden Virus erreicht. Alternativ wird die Virusresistenz durch die Expression von Genfragmenten des zu bekämpfenden Virus vermittelt, um durch RNA-Interferenz die virale Funktion zu unterbinden. Als erste Anwendung wurde in den 1990er Jahren virusresistente Papaya erzeugt, um den durch das Papayaringfleckenvirus bedrohten Papayaanbau in Hawaii mit Erfolg zu retten. Im November 2017 waren neben Papaya virusresistente Gartenbohnen, Pflaumen, Kartoffeln, Gartenkürbisse, Paprika und Tomaten zum kommerziellen Anbau zugelassen.

#### Bakterienresistenz
Bei der Selektion von Kulturpflanzen durch den Menschen werden in der Regel Eigenschaften ausgewählt, die den Geschmack und den Ertrag günstig beeinflussen, ohne dass man den Verlust von Resistenzgenen gegen Pflanzenkrankheiten genügend berücksichtigt. Das nachträgliche Wiedereinführen verloren gegangener Resistenzgene in beliebte Kulturpflanzen durch klassische Züchtung ist sehr zeitaufwendig, kann aber mit gentechnischen Methoden mit relativ geringem Aufwand durchgeführt werden.
Feuerbrand ist eine bakterielle Erkrankung von Pflanzen, die unter anderem den Apfelbaum befallen kann und meldepflichtig ist. Da zur Bekämpfung der Ausbreitung der Krankheit neben Schnitt und Rodung auch das Antibiotikum Streptomycin eingesetzt wird, dessen Anwendung umstritten ist, hat man resistente Apfelsorten gezüchtet (z. B. Remo, die für die Most- und Saftherstellung geeignet ist). Solche Züchtungen sind sehr langwierig, da man etwa über fünf Generationen züchten muss, was 20 bis 50 Jahren entspricht, um unerwünschte Eigenschaften wie zum Beispiel kleine Früchte wegzuselektionieren ohne das Resistenzgen zu verlieren. Alternativ bietet sich die Gentechnik an, um gezielt Resistenzgene aus Wildformen in einen etablierten Kulturapfel einzubringen. So hat man mit Erfolg das Resistenzgen gegen den Feuerbrand aus dem Sibirischen Holzapfel in die Apfelsorte Gala übertragen. Da dieser gentechnisch veränderte feuerbrandresistente Gala Apfel keine Fremd-DNA enthält, ist er als cisgen einzustufen.
Im Jahr 2016 wurde in der Schweiz dem Forschungsinstitut Agroscope vom Bundesamt für Umwelt (BAFU) eine Bewilligung erteilt, die Eigenschaften dieses cisgenen Apfels in Freilandversuchen bis 2021 zu testen.

#### Pilzresistenz

##### Kraut- und Knollenfäule

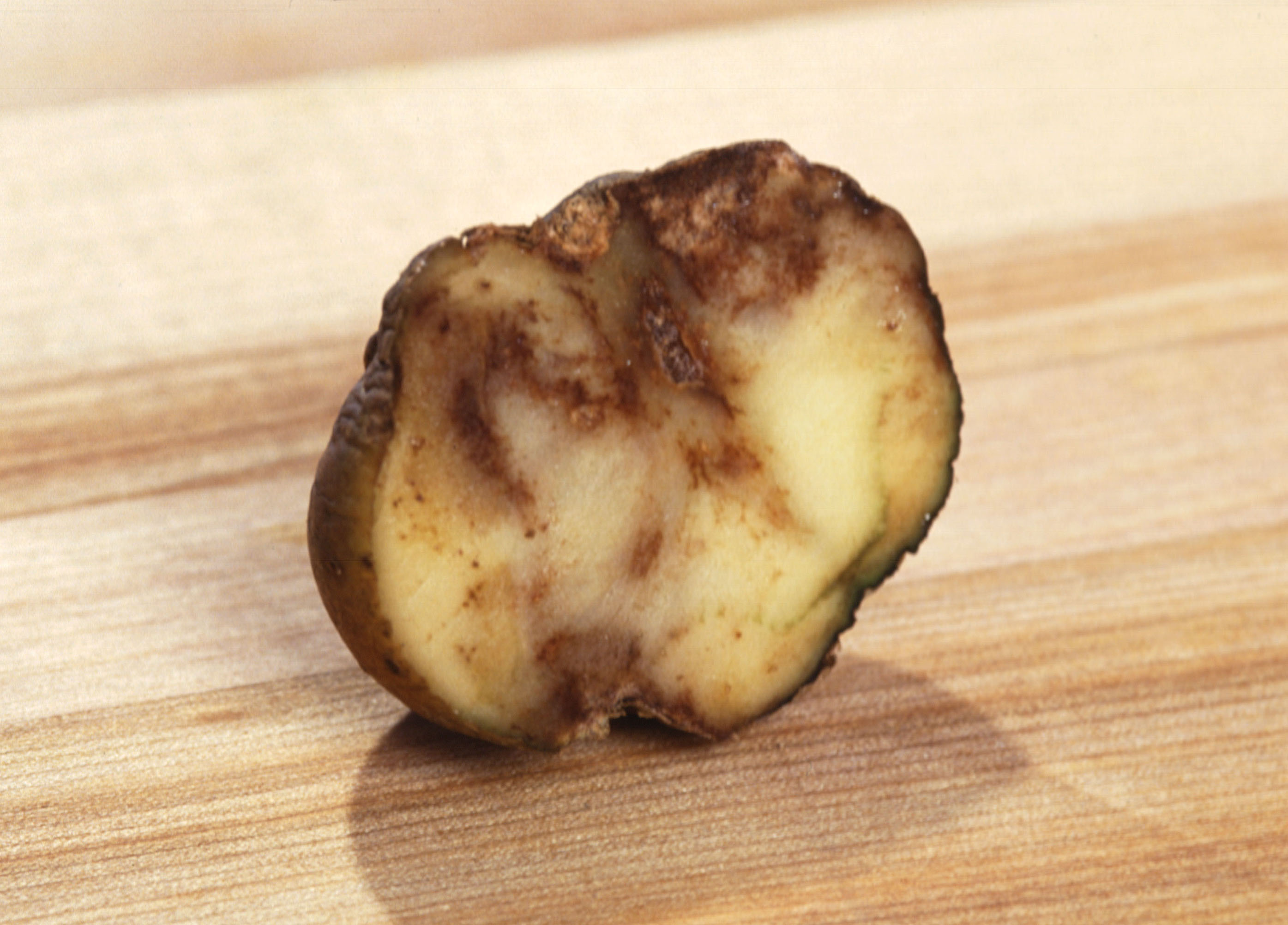
Schnitt durch eine von der Knollenfäule befallene Kartoffel

Algenähnliche Pilze wie die Gattung Phytophthora infestans gehören zu den Pflanzenschädlingen, die die höchsten Ernteschäden verursachen, etwa durch die Kraut- und Knollenfäule bei Tomaten und Kartoffeln. Mit konventionellen Züchtungsmethoden erreicht man zwar hier durch Einkreuzung mexikanischer Wildrassen eine gewisse Resistenz, jedoch werden auch unerwünschte Eigenschaften übertragen, die dann in langwierigen Verfahren wieder herausgezüchtet werden müssen. Alternativ werden chemische Fungizide ausgebracht – pro Anbausaison bis zu sechzehnmal – oder etwa im Biolandbau Kupfersulfate, die aber zu einer starken Bodenbelastung führen.
Um die Kraut- und Knollenfäule zu bekämpfen, wurden mit gentechnischen Methoden Resistenzgene aus Wildkartoffeln in etablierte Kartoffelsorten übertragen. Zunächst wurde vom Chemieunternehmen BASF die Kartoffelsorte „Fortuna“ hergestellt, die zwei Resistenzgene aus einer südamerikanischen Wildkartoffelsorte enthält. Nach ersten Freilandversuchen entschied BASF im Jahr 2012 angesichts der kritischen Beurteilung durch die Öffentlichkeit generell, auf eine Weiterentwicklung gentechnisch veränderter Pflanzen für den europäischen Markt zu verzichten. Seit 2009 werden cisgene Kartoffeln mit mehreren Resistenzgenen gegen Phytophthora von der Universität Wageningen (Niederlanden) in mehreren europäischen Ländern getestet. Aufgrund zehnjähriger Tests im Freiland schätzen die Forscher aus Wageningen, dass beim Verwenden dieser cisgenen Kartoffeln etwa 80 % der normalerweise verwendeten Fungizide eingespart werden könnten. Seit 2015 werden 8 verschiedene cisgene Kartoffellinien auch von Agroscope in der Schweiz getestet. In den USA wurden im Jahr 2016 zwei gegen Phythophtora resistente Kartoffelsorten „innate second generation potato“ der Firma Simplot für den kommerziellen Anbau zugelassen.

##### Apfelschorf
Apfelschorf ist eine häufige Pilzkrankheiten beim Kulturapfel, die den Einsatz von Fungiziden bedingt, um die Krankheit einzudämmen. Um den Einsatz dieser Fungizide zu reduzieren, die teilweise auch in der ökologischen Landwirtschaft zugelassen sind, versucht man resistente Apfelsorten zu entwickeln. Da die Wildformen des Apfels gegen diese Krankheiten resistent sind, hat man Kreuzungen vorgenommen, um pilzresistente Äpfel zu erhalten. Dieses Unterfangen ist sehr langwierig, da aus den Nachkommen über mehrere Generationen Äpfel selektioniert werden müssen, die neben der Resistenz auch die gewünschten Eigenschaften des Kulturapfels besitzen. Ein wesentlich einfacherer Weg besteht darin, die isolierten Resistenzgene der Wildform mit gentechnischen Methoden in die gewünschte Apfelsorte einzubringen. So wurde das Resistenzgen gegen Apfelschorf in die Apfelsorte Gala eingebracht. Dieser gentechnisch veränderte Gala Apfel zeigt ein um 80 % reduziertes Wachstum des Apfelschorfs. Er ist ein cisgener Apfel, da er keine Fremd-DNA enthält, und es besteht somit kein Risiko der Auskreuzung. Seit 2011 wird diese cisgene Apfelsorte in Freilandversuchen in Holland getestet.

##### Panamakrankheit der Bananen
Panamakrankheit ist eine verheerende Krankheit der Bananen, die durch den Pilz Fusarium oxysporum f. sp. cubense entsteht und durch Befall der Wurzeln zum Verwelken der Bananenstauden führt. In den letzten Jahren ist eine neue Variante, TR4, dieses Pilzes aufgetaucht, die die Bananensorte Cavendish, die als weltweit bedeutendste Banane gilt, bedroht. Da bisher keine wirksame Bekämpfung möglich ist und die Sporen Jahrzehnte im Boden überleben, können schon in vielen Regionen der Welt keine Bananen mehr angebaut werden. Die Cavendish-Banane ist wie viele Kulturbananen steril, so dass das Einkreuzen eines Resistenzgens nicht möglich ist. Eine Forschergruppe der Queensland University of Technology hat mit gentechnischen Methoden ein Resistenzgen aus einer wilden Bananensorte in die Cavendish-Banane eingebracht. Diese Banane ist resistent gegen die Panamakrankheit und zeigt vergleichbare Erträge wie die ursprüngliche Cavendish-Banane. Sie ist aber nicht cisgen, da sie auch Fremd-DNA enthält. Ein Auskreuzen dieser Fremd-DNA ist aber nicht möglich, da Cavendish steril ist. Als Alternative werden pilzresistente Bananen durch Genome Editing entwickelt, um keine Fremd-DNA einzuführen.

##### Echter Mehltau
Das Eindringen eines Pilzes in eine Pflanzenzelle setzt in der Regel eine Wechselwirkung mit bestimmten Pflanzengenen voraus. Daher kann das gezielte Zerstören solcher Gene eine Resistenz vermitteln. So konnte durch gezieltes Ausschalten (Gen-Knockout) der sechs MLO (Mildew Resistance Locus) Allele für den Echten Mehltau beim Brotweizen eine Resistenz gegen diese Pilzkrankheit erreicht werden. Die gleichzeitige Mutation mit Genome Editing aller sechs Allele im hexaploiden Weizen dokumentiert die Effizienz dieser neuen Methode. Da die verwendeten Endonukleasen im resistenten Weizen nicht mehr vorhanden sind, wird in den USA dieser gentechnisch veränderter Weizen nicht als gentechnisch veränderter Organismus eingestuft, während in der EU noch keine abschließende Bewertung vorgenommen ist.

#### Trockentoleranz
Trockentolerante Nutzpflanzen sollen bei unzureichender Wasserversorgung durch klimatische Veränderungen oder bei singulär auftretende Trockenperioden Ernteausfälle vermeiden. Weitere Ziele sind eine Verringerung des Wasserverbrauchs in der Landwirtschaft und eine Ausweitung der Anbauflächen auf klimatisch ungünstige Regionen.
In einzelnen Ländern sind 2017 durch Gentechnik entstandener trockentoleranter Mais, Soja und Zuckerrohr zum kommerziellen Anbau zugelassen. Beim trockentoleranten Mais, der als DroughtGard von Monsanto seit 2011 vermarktet wird, konnte durch Einführen eines bakteriellen Gens in Feldversuchen eine Ertragssteigerung um 6 % erreicht werden. In den USA wurden 2016 1,173 Millionen Hektaren trockentoleranter Mais angebaut. Die trockentolerante Sojabohne enthält ein Transkriptionsfaktor-Gen aus der Sonnenblume und soll eine 10%ige Ertragssteigerung ergeben. Das trockentolerante Zuckerrohr enthält ein bakterielles Gen, das Glycinbetain produziert und so Trockentoleranz vermittelt. Diese beiden trockentoleranten Pflanzen werden bisher nicht für kommerzielle Zwecke angebaut.
Auch für Raps, Reis, Weizen und Tomaten werden mit unterschiedlichen gentechnischen Verfahren trockentolerante Sorten entwickelt und einzelne Sorten zeigen in Feldversuchen positive Resultate.
Da Trockentoleranz durch viele Gene kontrolliert wird, ist klassische Züchtung eine brauchbare Alternative.

#### Salz- und Aluminiumtoleranz
Die landwirtschaftliche Produktivität ist auf versalzten Böden stark beeinträchtigt. Weltweit sind mehr als 60 Millionen ha Ackerland von der Bodenversalzung betroffen. Beim Raps konnte man zeigen, dass Individuen, welche ein aus der Acker-Schmalwand stammendes Ionentransportprotein (AtNHX1) exprimieren, noch bei einer Natriumchloridkonzentration von 200 Millimol/l wachsen können. Das Wachstum gewöhnlichen Rapses ist bei dieser Konzentration schwer beeinträchtigt, und dies gilt auch für die meisten anderen Ackerpflanzen. Je stärker der Transporter in den Rapspflanzen exprimiert wird, desto höher ist ihre Salztoleranz. Phänotypisch unterscheiden sich bei hoher Salzkonzentration wachsende transgene Rapspflanzen vom Wildtyp kaum. In der Folge sind viele andere Gene in unterschiedlichste Nutzpflanzen eingebracht worden, die zu einer erhöhten Salztoleranz führen. Diese salztoleranten transgenen Pflanzen sind insofern interessant, als sie zeigen, dass die gezielte Übertragung eines einzigen neuen Merkmals die Salztoleranz einer Kulturpflanze ohne erkennbare Beeinträchtigung anderer Eigenschaften signifikant verbessern kann. Da dies gentechnisch relativ leicht möglich ist, liefern salztolerante transgene Pflanzen auch überzeugende Beispiele für das Entwicklungspotential einer modernen, gentechnische Verfahren einschließenden Pflanzenzüchtung.
Unter sauren Bedingungen werden im Boden aus Aluminiumsilikaten dreiwertige Aluminiumionen (Al3+) freigesetzt, die für viele Pflanzen stark toxisch wirken. Da saure Ackerböden 30 bis 40 Prozent der ackerbaulich nutzbaren Landfläche der Erde ausmachen, stellt dies eine schwerwiegende Beeinträchtigung des Anbaus vieler Kulturpflanzen dar. Bei Arabidopsis, Gerste und manchen anderen Pflanzen kann die Aluminiumtoleranz durch Überexpression bestimmter Enzyme verbessert werden, die zu einer Bindung von Al3+ führen. Allerdings sind diese Entwicklungen von der Anwendungsreife noch weit entfernt.

#### Bessere Nährstoffaufnahme
Ein Forschungsziel der Gentechnik ist eine höhere Stickstoffnutzungseffizienz von Pflanzen. Damit ließen die sich mit negativen Umweltwirkungen verbundene Nährstoffverluste verringern und wirtschaftliche Kosten für den Landwirt senken. Forschungsanstrengungen zur Verbesserung der Stickstoffnutzungseffizienz laufen für Mais, Weizen, Gerste, Reis, Raps, Zuckerrübe und Zuckerrohr bei verschiedenen Unternehmen und öffentlichen Einrichtungen.

#### Schnelleres Wachstum
Bisher ist die gentechnische Entwicklung von Nutzpflanzen mit einem erhöhten Ertrag wenig erfolgreich gewesen, da die entsprechenden Prozesse komplex sind und durch viele Gene gesteuert werden. Einzig ein gentechnisch veränderter Eukalyptusbaum ist in Brasilien für die Holznutzung zugelassen. Dieser Eukalyptus enthält ein Gen der Acker-Schmalwand, welches für ein schnelleres Wachstum sorgt. Der derart veränderte Eukalyptus produziert 20 % mehr Holz als konventionelle Bäume und kann bereits nach fünf statt nach sieben Jahren geerntet werden.

### Eigenschaften, die die Vermarktung betreffen

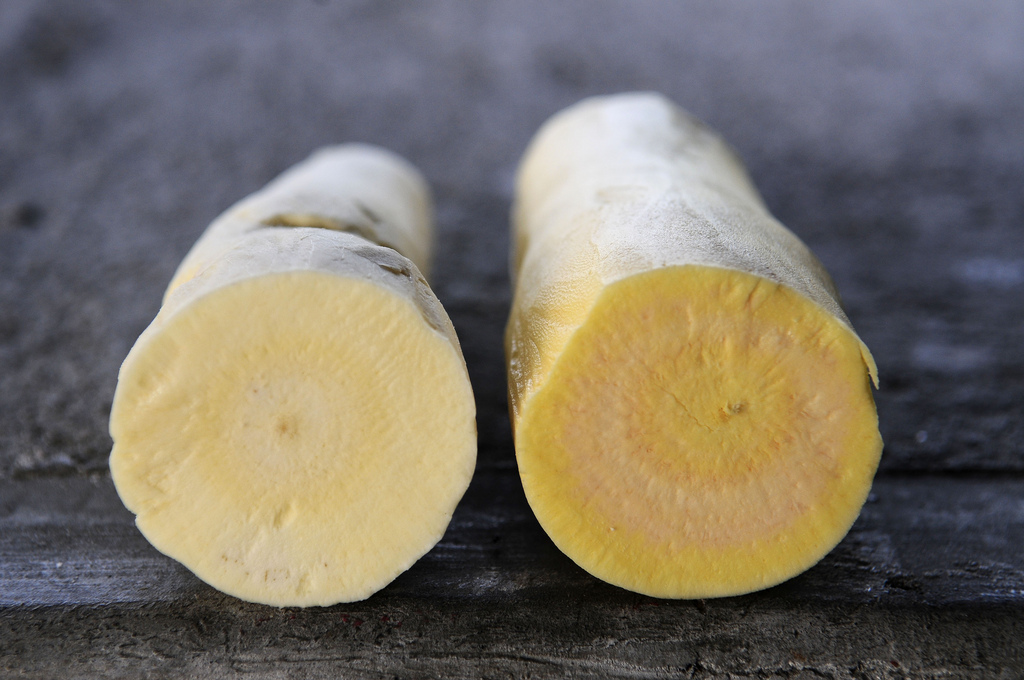
Transgener Maniok (rechts) mit einem erhöhten Betacarotingehalt.

Die Grüne Gentechnik hat das Potenzial, Nutzpflanzen so zu verändern, dass sie für den Konsumenten vorteilhafte Eigenschaften haben. Hierbei steht die Anreicherung des Nährstoffgehalts von Nahrungsmitteln (Biofortifikation) im Vordergrund. Ein wichtiger Ansatz ist auch Allergenentfernung sowie Nutzpflanzenentgiftung. Längerfristig ist wahrscheinlich auch die Pharmapflanzenentwicklung von großer Bedeutung.
Eines der ersten Gv-Lebensmittel mit veränderter Produktqualität war in den 1990er Jahren die Flavr-Savr-Tomate, bei der ein Gen für die Bildung des Reife-Enzyms Polygalacturonase blockiert war und die Früchte dadurch länger haltbar wurden. Auf Grund unzureichender Qualität im Anbau (geringe Erträge und Widerstandskraft) wurde die Vermarktung nach wenigen Jahren eingestellt.
Ein weiteres Beispiel für veränderte Inhaltsstoffe ist die zur Stärkeproduktion vorgesehene Amflora-Kartoffel.

#### Bioverfügbarkeit von Phosphat und Eisen
Der an sich für die menschliche und tierische Ernährung ausreichende Phosphorgehalt von Getreide und Ölsaaten ist größtenteils in Phytat gebunden. Phytat ist das Anion der Phytinsäure, aus dem im Magen von Rindern und anderen Wiederkäuern mit bakterieller Phytase Phosphat freigesetzt wird. Nicht wiederkäuende Nutztiere scheiden mit der Nahrung aufgenommenes Phytat unverdaut wieder aus. Dies ist der Grund dafür, dass Gülle vom Schwein und anderen Haustieren viel Phosphat enthält, das als Hauptquelle der Phosphatverschmutzung und Eutrophierung der Gewässer durch die Landwirtschaft angesehen wird.
Um die Phosphoraufnahme bei Schweinen und Geflügel zu verbessern, ergänzt man Tierfutter oft entweder mit Phosphat, das aus Gesteinsmehl stammt, oder durch Zugabe von Phytase, einem Phytat zerlegenden Enzym aus Mikroorganismen. Da der Phytasezusatz kostspielig ist, versucht man Pflanzen zu züchten, deren Samen einen möglichst niedrigen Phytatgehalt haben. Im Bereich der Grünen Gentechnik sind gegenwärtig besonders zwei Ansätze erkennbar: die Expression rekombinierter Phytasegene in den Keimblättern des Embryos und die Stilllegung von Genen, welche zur Synthese oder Speicherung des Phytats erforderlich sind.
Durch Einführen des Phytase-Gens aus dem Schwarzschimmel (Aspergillus niger) konnte in Futter-Mais eine 50-fach erhöhter Gehalt an Phytase erreicht werden, so dass Phytase als Futterzusatz bei Schweinen und Geflügel hinfällig ist. Dieser transgene Mais ist in China von 2009 bis 2014 für den kommerziellen Anbau zugelassen. Neben diesem Mais ist in den USA auch ein transgener Raps mit erhöhter Phytaseaktivität zugelassen.
Eine gesteigerte Phytase Aktivität konnte in der Gerste auch durch Cisgenese erreicht werden. Die Insertion einer zusätzlichen Kopie des Phytase-Gens der Gerste ergibt eine 3-fach erhöhte Phytaseaktivität, die der Aktivität entspricht, wie sie üblicherweise durch Zusatz mikrobieller Phytase erreicht wird, um die Phosphoraufnahme zu verbessern. In Dänemark wird diese cisgene Gerste von 2012 bis 2016 in Feldversuchen getestet.
Alternativ kann die endogene Phytatkonzentration in einer Nutzpflanze erniedrigt werden, indem man durch Genome Editing das IPK1-Gen inaktiviert, das für die Phytatsynthese verantwortlich ist. Der entsprechende Genome-editierte Mais wird in den USA nicht als gentechnisch veränderter Organismus eingestuft.
Ein wesentlicher Teil des Phosphats ist im Boden in Phytat gebunden und so für Pflanzen nicht nutzbar. Um die Verfügbarkeit von Phosphat zum Beispiel für Rapspflanze zu erhöhen, wurde in den Wurzeln transgene Phytase exprimiert, die sezerniert wird. Neben der verbesserten Aufnahme von Phosphat aus Phytat aus dem Boden, wurde bei diesem transgenen Raps auch eine erhöhte Phytase-Aktivität in den Samen beobachtet, was zusätzlich zu einer verbesserten Phosphat-Freisetzung beim Verfüttern dieser Samen führt.
Da Phytat Eisen bindet und so dessen Aufnahme im Darm blockiert, kann eine Verringerung an Phytat durch Phytase den Eisenmangel bekämpfen. Entsprechend führt eine gleichzeitige Expression von Phytase und eisenbindendem Ferritin in transgenem Futter-Mais zu einer erhöhten Verfügbarkeit an Eisen und kann so einem Eisenmangel vorbeugen.
Da Reis, ein wichtiges Grundnahrungsmittel in vielen Ländern, nicht genügend Eisen enthält, wurden durch das Einführen von Genen, die den Eisenstoffwechsel beeinflussen, transgene Reissorten mit bis zu 7-fach erhöhtem Eisengehalt hergestellt. 2017 wurde noch keine dieser Reissorten kommerziell angebaut.

#### Proteinqualität und -gehalt
Da Getreide für die Ernährung von Mensch und Tier relativ wenig Lysin, eine essentielle Aminosäure, enthält, wird mit gentechnischen Methoden versucht, den Gehalt an Lysin zu erhöhen. In der transgenen Maissorte LY038 (Handelsname MaveraTM) wird der Gehalt an freiem Lysin durch das Einbringen eines Gens aus einem Bakterium (Corynebacterium glutamicum) erhöht. MaveraTM ist in den USA seit 2006 für den kommerziellen Anbau als Futtermittel zugelassen, hat sich aber auf dem Markt kaum durchgesetzt. In einem experimentellen Ansatz wurde ein pollenspezifisches Gen aus einer Wildkartoffel, das für ein Protein mit besonders hohem Lysingehalt codiert, in Mais eingebracht. In diesem transgenen Mais ist der Proteingehalt um 12 bis 39 % und der Lysingehalt um 16 bis 55 % erhöht.
Im Jahr 2000 gelang es indischen Forschern des Central Potato Research Institute, den Proteingehalt einer Kartoffel durch Transfer eines Gens aus Amarant um 60 % zu erhöhen. Die Eigenschaft wurde bereits in sieben Kartoffelsorten übertragen, welche dann über mehrere Jahre hinweg getestet wurden. Manche Sorten steigerten durch die genetische Modifikation ihren Proteingehalt auf das Doppelte und den Gehalt mehrerer essentieller Aminosäuren; der Ertrag lag zudem um 15 bis 25 % höher als bei den unveränderten Sorten.

#### Qualitätsverbesserung von Ölen

##### Erhöhte Hitzebeständigkeit
Mehrere Firmen haben transgene Sojabohnen entwickelt, deren Fetteigenschaften gesundheitliche Vorteile bringen sollen. So hat das Öl der transgenen Sojabohne PlenishTM, in der von Pioneer Hi-Bred durch RNA-Interferenz ein Gen des Fettsäurestoffwechsels gehemmt wurde, weniger Linolsäure und Linolensäure, aber mehr Ölsäure. Dies führt zu einer längeren Haltbarkeit und erhöhten Hitzebeständigkeit des Öls, was beim Braten oder Frittieren den Anteil an als ungesund eingestuften trans-Fettsäuren reduziert. Eine vergleichbare Sojabohne ist Vistive GoldTM von Monsanto. Beide Sojasorten sind zum Anbau zugelassen, aber bisher von keinem kommerziellen Interesse.

##### Erhöhter Gehalt an essentiellen Fettsäuren
Essentielle Fettsäuren wie Arachidonsäure, Eicosapentaensäure und Docosahexaensäure können vom menschlichen Körper nicht synthetisiert und müssen deshalb mit der Nahrung aufgenommen werden. Die ausreichende Versorgung mit essentiellen Fettsäuren ist eine wichtige Voraussetzung zur Verhinderung permanenter prä- und neonataler Entwicklungsstörungen, da sich nur so die an molekularen Membranen reichen Gewebe des Gehirns, Nerven- und Gefäßsystems normal entwickeln können. Mehrfach ungesättigte Fettsäuren mit mehr als 19 Kohlenstoff-Atomen findet man vor allem in tierischen Fetten, insbesondere in Fisch. Die Produktion essentieller Fettsäuren in Pflanzen würde der Lebensmittelindustrie eine neue und kostengünstige Quelle dieser ernährungsphysiologisch wichtigen Nahrungsbestandteile erschließen. Durch gezielte Veränderungen des Stoffwechsels in transgenen Ölpflanzen, wie Soja, Raps, Brauner Senf und Leindotter, konnte eine Vielzahl essentieller Fettsäuren in Pflanzen hergestellt werden. In einer Pionierarbeit wurde der Braune Senf (Brassica juncea), eine mit dem Raps eng verwandte asiatische Ölpflanze, gentechnisch so verändert, dass Linolsäure und γ-Linolensäure in drei konsekutiven Schritten in Arachidonsäure und Eicosapentaensäure umgewandelt werden. Einzelne transgene Linien enthalten im Samenöl bis zu 25 % Arachidonsäure, 15 % Eicosapentaensäure und 0,2 % Docosahexaensäure. Diese Pflanzen tragen drei bis neun an der Biosynthese langkettiger Fettsäuren beteiligte Enzymgene, die aus verschiedenen Organismen stammen. Sie sind blockweise in einem einzigen Transformationsschritt übertragen worden. Dies bedeutet eine wesentliche Verringerung des Transformationsaufwands. Wenn auch die Ausbeuten teilweise noch gering sind, so zeigen diese Experimente doch, dass es prinzipiell möglich ist, den pflanzlichen Lipidstoffwechsel so umzubauen, dass sich essentielle Fettsäuren in Ölpflanzen wirtschaftlich produzieren lassen.

#### Anreicherung mit Vitaminen
Vitaminen sind für lebenswichtige Funktionen unbedingt notwendig, werden aber vom Organismus nicht produziert und müssen daher durch die Nahrung aufgenommen werden. Bei einseitiger Ernährung ist in vielen Pflanzen der Gehalt an Vitaminen nicht ausreichend, so dass ein Mangel an Vitaminen entsteht. Deshalb hat man in vielen Nutzpflanzen den Gehalt an Vitaminen mit gentechnischen Methoden erhöht.
Das bekannteste Beispiel ist die transgene Reissorte Golden Rice, in der durch Einführung von drei Genen aus der Karotinoidsynthese ein erhöhter Gehalt an β-Carotin, einer Vorstufe der Vitamin A, vorliegt. Die Möglichkeit, ein Grundnahrungsmittel durch Gentechnik so zu verändern, dass Vitamin-A-Mangel weltweit bekämpft werden könnte, hat im Jahr 2000 eine heftige Diskussion ausgelöst, die noch weiter anhält (Golden Rice). Mit entsprechenden gentechnischen Methoden wurde eine Erhöhung der β-Carotine auch bei Mais, Kartoffeln, Möhren, Raps, Tomaten und Kumquats erreicht.
Folsäure (Vitamin B9), die mit der Nahrung aufgenommen werden muss, ist in Grundnahrungsmitteln wie Reis in zu geringer Konzentration vorhanden. Folsäure-Mangel führt zu einer eingeschränkten Produktion roter Blutkörperchen (hyperchromen makrozytären Anämie) und kann während der Schwangerschaft zu einem Neuralrohrdefekt im Embryo führen. Da mit klassischen Züchtungsverfahren höchstens ein zweifacher Anstieg an Folsäure-Gehalt erreicht werden kann, wurden durch das Einbringen von Genen, die für die Folsäuresynthese wichtig sind, transgene Pflanzen hergestellt, die wesentlich mehr Folsäure enthalten. Bei Tomaten wurde eine 25-fache, bei Reis sogar eine 100-fache Steigerung erreicht.
Der Aktivitätsgehalt an Vitamin E konnte bei der Qualitätsverbesserung von Ölen in transgener Soja um den Faktor 5 gesteigert werden.
Im Jahr 2015 wurde weltweit keine transgene Pflanze mit erhöhtem Gehalt an Vitaminen zum kommerziellen Anbau zugelassen.

##### Erhöhter Gehalt an Vitamin E
Vitamin E (Tocopherol) ist ein Sammelbegriff für eine Gruppe aus acht fettlöslichen Substanzen, von denen α-Tocopherol die höchste biologische Aktivität besitzt. Wichtige Vitamin-E-Lieferanten für den Menschen sind Keimöle und kaltgepresste Speiseöle, ferner Milch, Eier, aber auch einige Gemüsesorten. Viele medizinische Studien weisen darauf hin, dass α-Tocopherol Herz-Kreislauferkrankungen, Entzündungsreaktionen und Krebs vorbeugen oder den Verlauf dieser Krankheiten günstig beeinflussen kann. Allerdings ist die tägliche Aufnahme therapeutisch wirksamer Vitamin-E-Mengen ohne den Verzehr großer Mengen mit dem Vitamin angereicherter Lebensmittel schwierig. Seit einigen Jahren versucht man deshalb, die pflanzliche Tocopherolsynthese zu optimieren und Pflanzen mit hohem α-Tocopherolgehalt zu züchten. Vor allem Ölpflanzen wie Raps und Soja kommen dafür in Betracht, da diese die bedeutendsten Vitamin-E-Lieferanten sind. Da α-Tocopherol das Endprodukt der Tocopherolsynthese bildet und die übrigen Tocopherole Zwischenprodukte der α-Tocopherolsynthese sind, kann die Überexpression von Enzymen, die die Zwischenschritte der Tocopherolsynthese katalysieren, die biologisch weniger wirksamen β-, γ- und δ-Tocopherole in α-Tocopherol umzuwandeln. Bisherige Versuche, die α-Tocopherolsynthese zu optimieren, beruhen auf diesem Prinzip. So führt beispielsweise die Überexpression des γ-Tocopherol-Methyltransferase-Gens von Perilla frutescens, einer in Ostasien heimischen Ölpflanze, zu Sojapflanzen, deren Samen gegenüber dem Wildtyp den zehnfachen Gehalt an α-Tocopherol und den 15-fachen an β-Tocopherol haben, was einer ca. fünffachen Steigerung der Vitamin-E-Aktivität entspricht. Keine der bisherigen transgenen Pflanzen mit erhöhtem Vitamin-E-Gehalt sind für den kommerziellen Anbau zugelassen.

#### Kartoffeln, die sich nicht verfärben und weniger Acrylamid produzieren
Das Landwirtschaftsministerium der Vereinigten Staaten (USDA) hat im November 2014 die gentechnisch veränderte Innate Kartoffel des Agrarunternehmens J.R. Simplot Company für den kommerziellen Anbau zugelassen, und die Food and Drug Administration (FDA) hat diese Kartoffeln im März 2015 für den Verzehr freigegeben. Diese Innate Kartoffel weist bei Prellungen kaum Flecken auf und zeigt nach dem Schälen keine Verfärbungen, da die Polyphenoloxidase, die für diese Reaktionen verantwortlich ist, mit der Technik der RNA-Interferenz vermindert ist. Eine zweite Eigenschaft der Innate Kartoffel ist ein um 70 % niedrigerer Gehalt an Acrylamid, das beim Frittieren der Kartoffeln entsteht. Dies wurde durch RNA-Interferenz mit der Asparaginsynthetase in den Knollen erreicht, so dass weniger Asparagin vorhanden ist, das beim Erhitzen in Acrylamid umgewandelt werden kann (Maillard-Reaktion). Der verminderte Gehalt an Acrylamid ist von Vorteil, da Acrylamid erbgutverändernd und bei Ratten und Mäusen krebserregend ist. Da die Innate Kartoffel mit Intragenese hergestellt wurde, enthält sie nur DNA aus Kartoffeln, so dass ein Auskreuzen von Fremd-DNA mit anderen Kartoffeln ausgeschlossen ist.

#### Nicht-bräunende Äpfel
Das kanadische Biotech-Unternehmen „Okanagan Specialty Fruits Inc.“ hat gentechnisch veränderte Apfelbäume entwickelt, deren Früchte nach dem Aufschneiden nicht braun werden („Arctic Apples“). Dies beruht darauf, dass durch RNA-Interferenz die Polyphenoloxidasen gehemmt werden, die für die Bräunung nach Kontakt mit Luftsauerstoff verantwortlich sind. In den USA und Kanada wurden sie Anfang 2015 für den Anbau zugelassen. Im Jahr 2016 wurden 70.000 transgene Apfelbäume gepflanzt und für 2017 und 2018 sind 300.000 und 500.000 vorgesehen, so dass eine Ernte von bis zu 15.000 Tonnen erwartet wird.

#### Entfernung von Lignin
Lignin ist ein Hauptbestandteil verholzter Pflanzen und verklebt die Cellulose. Da Lignin für die Zellstoffproduktion und die Herstellung von Biokraftstoffen aus Holz stört und somit durch aufwendigen Verfahren entfernt werden muss, versucht man die Ligninmenge in entsprechenden Nutzpflanzen wie zum Beispiel Pappeln oder Zuckerrohr zu vermindern, indem man Enzyme der Lignin-Synthese zu hemmen versucht. Hierbei ist Genome Editing die Methode der Wahl, da sie eine gezielte Inaktivierung von Genen erlaubt. Die Schwierigkeit besteht darin, diejenigen Enzyme ausfindig zu machen, deren Ausschaltung das Wachstum der Nutzpflanze nicht zu stark beeinträchtigt.
Bei der Pappel scheint das Ausschalten der 4-Cumarat-CoA-Ligase (4CL) mit der CRISPR/Cas-Methode ein gangbarer Weg zu sein, da es zu einer 23%igen Verminderung des Ligningehalts führt.
Um den Ligningehalt in Zuckerrohr zu vermindern, wurden mit dem TALEN-Verfahren gleichzeitig 107 Gene einer Genfamilie inaktiviert, die für die Lignin-Synthese wichtig sind. Dieses Genom-editierte Zuckerrohr ist für die Herstellung von Bioethanol von Vorteil. Ueblicherweise bleibt nach der Zuckerextraktion aus Zuckerrohr ein faseriger Ueberrest, die Bagasse, zurück, die vorwiegend aus Cellulose und Lignin besteht. Dieser Rest kann nach biochemischem Abbau der Cellulose durch Vergärung zu Bioethanol (Cellulose-Ethanol) umgewandelt werden. Da Lignin bei diesem Prozess stört und aufwendig entfernt werden muss, ist das Genom-editierte Zuckerrohr, das bei gleichem Wachstum 20 % weniger Lignin enthält, von Interesse. Es erlaubt eine bis um 44 % erhöhte Effizienz der Verzuckerung.

#### Allergenentfernung
Ein signifikanter Teil der Bevölkerung reagiert allergisch auf bestimmte Lebensmittel. Die Allergene der Sojabohne sind insofern besonders problematisch, als die Verwendung von Sojaprodukten wegen des hohen Ernährungswerts der Sojaproteine in der Lebensmittelproduktion zunehmende Verbreitung gefunden hat. Dies führt dazu, dass es für Sojaallergiker immer schwieriger wird, sojafreie Lebensmittelprodukte zu bekommen. Auch bei Schweinen und Kälbern findet man Sojaallergien. Lebensmittelallergene sind fast immer natürlich vorkommende Proteine. Eines der allergenen Samenproteine der Sojabohne trägt die Bezeichnung Gly m Band 30 K. Es macht etwa ein Prozent des Gesamtproteins des Samens aus. Auf dieses Protein reagieren mehr als 65 Prozent der Sojaallergiker. Es ist möglich, das Gen dieses Proteins durch RNA-Interferenz stillzulegen und so transgene Sojalinien zu entwickeln, die dieses Allergen nicht mehr enthalten. Die Allergeneliminierung mittels RNA-Interferenz ist auch bei Äpfeln, Tomaten, Erdnüssen und Reis möglich. Die Expression des wichtigsten Proteinallergens des Weidelgrases (Lolium spec.), eines der verbreitetsten Weidegräser mit stark allergenem Pollen, kann ebenfalls mit RNA-Interferenz unterdrückt werden, ohne Vitalität oder Nutzwert der Pflanze zu beeinträchtigen. Es ist zu erwarten, dass RNA-Interferenz durch Genome Editing ersetzt wird, um ein allergenes Protein auszuschalten, so dass die veränderte Pflanze von einer natürlichen Mutation nicht unterscheidbar ist. Da in diesen Produkten keine Fremd-DNA vorkommt, ist die Akzeptanz bei den Konsumenten erhöht.
Im Unterschied zum Ausschalten eines Allergens ist bisher kein Fall bekannt geworden, in dem eine Biotechpflanze ein in ihrem konventionellen Vorläufer nicht vorhandenes Allergen neu gebildet hätte.

#### Nutzpflanzenentgiftung
Beim Abernten eines Baumwollfeldes fallen für jedes Kilogramm Fasern ca. 1,6 kg Samen an. Nach Tonnage gerechnet ist Baumwolle damit nach der Sojabohne die wichtigste Ölpflanze. Die Samen enthalten ca. 21 % Öl und 23 % relativ hochwertiges Protein, das aber wegen seines Gehalts an Gossypol und anderen Terpenoiden als Nahrungsmittel oder Futtermittel nur eingeschränkt verwertbar ist. Gossypol schädigt Herz und Leber. Theoretisch könnten 44 Megatonnen (Mt) Baumwollsaat, die weltweit jährlich geerntet werden und 9 Mt Protein enthalten, den Jahresproteinbedarf (50 g pro Tag) von 500 Millionen Menschen decken. Baumwollsamen wird zur Ölgewinnung gepresst; der Gossypol-haltige Presskuchen wird als giftig entsorgt. Dieser Presskuchen von Gossypol-freien Samen wäre einfach als Futtermittel oder Nahrungsmittel zu verwenden. Erste Versuche in den 1970er Jahren, Gossypol aus der gesamten Baumwollpflanze zu entfernen, hatten hohe Ertragseinbußen zur Folge, weil Gossypol ein wichtiger Fraßschutz ist. Mittels RNA-Interferenz wurde die Gossypolsynthese durch Stilllegung eines der ersten biochemischen Schritte des Gossylpolsynthesewegs spezifisch in den Samen unterbrochen, sodass Gossypol in den Baumwollsamen reduziert ist. Er liegt weit unter dem Grenzwert von 600 ppm (parts per million), den die Weltgesundheitsorganisation (WHO) bei Baumwollsaaten, die zur Verwendung in Lebensmitteln bestimmt sind, für unbedenklich hält. In den übrigen Pflanzenorganen ist Gossypol in ausreichenden Mengen vorhanden; sie ist also weiterhin gegen Pathogene geschützt.
Neben der Baumwolle gibt es mehrere andere Kulturpflanzen, deren Wert als Nahrungsmittel durch den Gehalt an giftigen Verbindungen stark gemindert wird. Die gentechnische Entgiftung dieser Kulturpflanzen würde nicht nur die Lebensmittelsicherheit verbessern, sondern auch die Versorgung der wachsenden Weltbevölkerung, ohne dass Erträge oder Anbauflächen vergrößert werden bräuchten.
Die Wurzelknollen von Cassava (Maniok) enthalten giftige cyanogene (Blausäure entwickelnde) Glycoside, hauptsächlich Linamarin. Durch Einbringen eines Transgens konnte der Stoffwechsel in der Wurzel so verändert werden, dass sie 80 % weniger Linamarin enthält als zuvor. Der Proteingehalt wurde zugleich um den Faktor 3 erhöht; dies verbessert den Nährwert des transgenen Manioks.
Die Samen der Saatplatterbse (Lathyrus sativus), einer tropisch/subtropischen Gemüsepflanze, enthalten ein natürliches Nervengift, die Oxalyldiaminopropionsäure. Der dauerhafte Genuss ihres Mehls verursacht bei der armen Bevölkerung vieler Länder Asiens und von Teilen Afrikas eine als Lathyrismus bekannte chronische Erkrankung des Nervensystems. Da Oxalyldiaminopropionsäure über Oxalate entsteht, hat man ein Gen, das für die Oxalate-Decarboxylase codiert, in die Saatplatterbse eingefügt.
Diese transgene Erbse enthält über 70 % weniger Oxalate und damit auch Oxalyldiaminopropionsäure. Sie wächst wie die Ausgangspflanze; 2016 fehlten noch aussagekräftige Freilandversuche. Da die Oxalate-Decarboxylase aus einem Speisepilz, dem Gemeinen Samtfußrübling, stammt, ist beim Verzehr mit keiner direkten gesundheitlichen Gefährdung zu rechnen.

#### Pharmazeutisch und medizinisch wichtige Substanzen
Für pharmazeutische und medizinische Anwendungen kann die Produktion von Proteinen und anderen Substanzen in Pflanzen (s. Pharmapflanzen) gegenüber derjenigen in Tieren vorteilhaft sein, da die Produktion relativ billig und die Gefahr einer Kontaminierung mit Krankheitserregern weitaus geringer ist. Im Gegensatz zu einer Produktion in Bakterien sind Modifikationen der Proteine wie zum Beispiel Glykosylierungen in Pflanzen möglich, obwohl sie unter Umständen nicht den tierischen Modifikationen entsprechen. Die Produktion erfolgt teilweise auch in Pflanzenzellkulturen. Als Beispiel gehört hierzu das menschliche Enzym Glucocerebrosidase, das in Kulturen von Möhrenzellen produziert wird, und als Medikament (Taliglucerase alfa) für die Behandlung von Morbus Gaucher eingesetzt wird. Mittlerweile produzieren mehr als zehn Firmen in transgenen Pflanzen kommerziell rekombinante Proteine, die für zellbiologische Forschungsarbeiten verwendet oder als Pharmazeutika in klinischen Studien getestet werden.
Anfangserfolge gibt es auch bei der Züchtung transgener Mais- und anderer Kulturpflanzen, welche Antigene produzieren, mit denen bei oraler Anwendung eine aktive, die Bildung körpereigener Antikörper auslösende, Schutzimpfung gegen gefährliche Infektionskrankheiten möglich ist. So wurde eine transgene Maispflanze hergestellt, die ein Antigen gegen TGEV (englisch Transmissible gastroenteritis coronavirus) produziert. Nach Verfütterung dieses transgenen Maises an Schweine sind die Tiere gegen das Virus immun, so dass keine Durchfallerkrankung auftritt. Ob solche essbare Impfstoffe, die in transgenen Pflanzen produziert werden, auch für den Menschen entwickelt werden können, ist zurzeit offen.
Eine vielversprechende Anwendung ist auch die Herstellung monoklonaler Antikörper in transgenen Pflanzen. Der so hergestellte Antikörper, der auch als Plantibody bezeichnet wird, kann für vielfältige immunchemische Nachweise oder als infektionshemmender (neutralisierender) Antikörper eingesetzt werden. Ein im Tabak gebildeter Antikörper gegen ein Oberflächenantigen von Streptococcus mutans, dem Hauptverursacher der Zahnkaries, hat sich bei lokaler Anwendung als wirksam erwiesen und kann die Rückbesiedelung der Zahnoberfläche durch die Bakterien wirksam verhindern. Im Jahr 2011 wurde in einer klinischen Studie (Phase I) die Verträglichkeit eines HIV-neutralisierenden Antikörpers, der in Tabakpflanzen hergestellt wurde, bei der Applikation in die Vagina nachgewiesen. Interessant ist auch ZMapp, eine Mischung von drei neutralisierenden Antikörpern gegen das Ebolavirus, die in Tabakpflanzen produziert und während der Ebolafieber-Epidemie 2014 eingesetzt wurden.

#### Psychoaktivität
Im jahr 2021 erreichten die ersten CRISPR-editierten Lebensmittel den öffentlichen Handel: in Tomaten, die in Japan angeboten werden, wurde der GABA-Gehalt auf das ca. fünffache erhöht. Der höhere GABA-Gehalt könnte möglicherweise leicht beruhigend und stressreduzierend wirken.

## Marktdaten
Der weltweite Einsatz der Grüne Gentechnik durch 18 Millionen Landwirte hat durch verbesserte Ernteerträge und Kosteneinsparungen im Jahr 2015 einen Mehrertrag von 15,4 Mrd. USD ergeben. Dies entspricht einem Anstieg um 5,2 %. Wenn man die 20 Jahre, in denen Gentechpflanzen angepflanzt wurden (1996 bis 2015), betrachtet, ergibt sich ein Mehrertrag von 168 Mrd. USD. Dies widerspiegelt vor allem, dass im Zeitraum von 1996 bis 2015 Gentechsorten global zu einer Mehrproduktion von 180 Mio. t Soja, 358 Mio. t Mais, 25 Mio. t Baumwollfasern und 11 Mio. t Raps geführt haben. Die größten Anteile des Mehrertrags wurden in den USA (72 Mrd. USD), Südamerika (39 Mrd. USD), sowie für Baumwollfasern in China und Indien (38 Mrd. USD) erwirtschaftet. Im Jahr 2015 sind 48,7 % des Mehrertrags in Entwicklungsländern angefallen, wobei dies vorwiegend auf den Anbau insektenresistenter Baumwolle und herbizidtoleranter Soja zurückzuführen ist. Eine umfassende Bewertung des wirtschaftlichen Nutzens der GV-Pflanzen durch die National Academies of Sciences, Engineering, and Medicine weist darauf hin, dass ein gesteigerter finanzieller Ertrag für große Betriebe, die Baumwolle, Soja, Mais und Raps anpflanzen, die Regel ist, dass aber bei kleineren Betrieben andere Rahmenbedingungen wie Kreditvergabe einen wesentlichen Einfluss haben.

### Saatguterzeuger
Im Jahr 2016 waren Monsanto, DuPont, Syngenta, Limagrain, Dow Chemical, KWS Saat und Bayer AG mit 10, 6,7, 2,6, 1,8, 1,6, 1,5 und 1,5 Mrd. USD die umsatzstärksten Saatguthersteller. Dabei betrug der Anteil an gentechnisch verändertem Saatgut 33 %. Aus diesen Marktführern entstanden im Jahr 2017 durch Fusionen, die zum Teil noch nicht vollzogen sind, drei Großkonzerne (Bayer + Monsanto, Dow + Dupont, ChemChina + Syngenta) deren Vormachtstellung kritisch bewertet wird, da sie nicht nur Innovationen verzögert, sondern auch wirtschaftliche Monopole bedingt.

### Anbau
Im Jahr 2016 wurden GV-Pflanzen weltweit auf 185,1 Millionen Hektar angebaut. Das entspricht 12,3 % des weltweit nutzbaren Ackerlandes (laut FAO-Definition 1,5 Milliarden Hektar), bzw. etwa dem 10-fachen der gesamten deutschen Landwirtschaftsfläche (18,4 Millionen Hektar).
Der Anbau fand 2016 in 26 Ländern statt, wobei es sich auch um 19 Entwicklungsländer handelte. In der EU wurden nur in Spanien, Portugal, Slowakei und Tschechien kleine Mengen von insektenresistentem Mais auf 0,14 Millionen Hektar angebaut.
Im Jahr 2021 wurde der gentechnisch veränderte Mais (Bt-Mais, MON810) innerhalb der EU nur noch in Spanien und Portugal angebaut. Er wurde in Spanien auf einer Fläche von 96.606 Hektar und in Portugal von 4.313 Hektar angebaut. 17 Mitgliedsländer (Bulgarien, Dänemark, Deutschland, Frankreich, Griechenland, Italien, Lettland, Litauen, Luxemburg, Kroatien, Österreich, Malta, Niederlande, Polen, Slowenien, Ungarn, Zypern) und vier Regionen (Wallonie, Nordirland, Wales, Schottland) haben von einer in 2015 im EU-recht eingeführten Ausstiegsklausel Gebrauch gemacht und den Anbau von GV-Pflanzen auf ihrem Territorium von vornherein untersagt.
Die zehn Länder mit den größten Anbauflächen (GVO-Fläche 2016, Anteil an der gesamten Ackerfläche 2015)
| Rang | Land        | Fläche (106 ha) | Anteil | Pflanzen                                                                         |
| ---- | ----------- | --------------- | ------ | -------------------------------------------------------------------------------- |
| 1    | USA         | 72,9            | 48 %   | Mais, Sojabohne, Baumwolle, Raps, Zuckerrübe, Luzerne, Papaya, Äpfel, Kartoffeln |
| 2    | Brasilien   | 49,1            | 61 %   | Soja, Mais, Baumwolle                                                            |
| 3    | Argentinien | 23,8            | 61 %   | Soja, Mais, Baumwolle                                                            |
| 4    | Kanada      | 11,6            | 27 %   | Raps, Soja, Mais, Zuckerrüben, Luzerne, Äpfel, Kartoffeln                        |
| 5    | Indien      | 10,8            | 7 %    | Baumwolle                                                                        |
| 6    | Paraguay    | 3,6             | 75 %   | Soja, Mais, Baumwolle                                                            |
| 7    | Pakistan    | 2,9             | 10 %   | Baumwolle                                                                        |
| 8    | China       | 2,8             | 2 %    | Baumwolle, Papaya, Pappeln,                                                      |
| 9    | Südafrika   | 2,7             | 22 %   | Mais, Soja, Baumwolle                                                            |
| 10   | Uruguay     | 1,3             | 54 %   | Soja, Mais                                                                       |

## Regulierung: Zulassung, Kennzeichnung und Koexistenz

### Bestehende Regelungen
Es gibt kein weltweit einheitliches Verfahren für die Zulassung von Gv-Pflanzen zum Anbau oder zur Verwendung als Lebens- und Futtermittel. Jedes Land hat seine eigenen Gesetze dazu. Einige Länder regulieren Gv-Pflanzen auf Basis bestehender Gesetzgebung, andere erschaffen neue Gesetze, die spezifisch für Gv-Pflanzen gelten. Eine Herangehensweise ist das in der EU befolgte Vorsorgeprinzip. Lebensmittel mit Gv-Anteil werden aufgrund des Herstellungsprozesses als neuartige Lebensmittel behandelt (prozessbezogen, process based). Ein neues Gv-Produkt gilt unabhängig von seiner Zusammensetzung zunächst als riskant, bis ausreichende Tests durchgeführt wurden, um seine Sicherheit zu gewährleisten. Eine Kennzeichnung von Lebensmitteln mit Gv-Anteilen ist außerhalb festgelegter Beimischungsgrenzen verpflichtend. Im Gegensatz basieren die Regeln in den USA in erster Linie auf dem Prinzip der Substanziellen Äquivalenz. Lebensmittel mit Gv-Anteil werden wie Lebensmittel ohne Gv-Anteil behandelt, wenn dieselbe Zusammensetzung im Endprodukt besteht (produktbezogen, product based). Kennzeichnung ist freiwillig.
Es gibt in den USA und möglicherweise weltweit keine Zertifizierungen für Lebensmittel, die nachweislich sowohl gentechnisch verändert sind – insbesondere in einer Weise, bei der gewährleistet ist, dass sie ausreichend gut verstanden, sicher und umweltfreundlich ist – als auch ökologisch (etwa ohne Verwendung chemischer Pestizide) hergestellt wurden, so dass die Verbraucher hierbei eine binäre Wahl zwischen gentechnisch veränderten und ökologischen Lebensmitteln haben.

#### EU
Die in der EU maßgeblichen Anforderungen für eine Genehmigung sind die Freisetzungsrichtlinie (Zulassung zum Anbau) und die Verordnung (EG) Nr. 1829/2003 (Zulassung als Lebens- und Futtermittel). Zur Zulassung wird zunächst ein Antrag bei national zuständigen Behörden eingereicht, der unter anderem Angaben zu durchgeführten Studien enthalten muss, die zeigen, dass keine nachteiligen Auswirkungen auf Mensch, Tier und Umwelt zu erwarten sind, und eine Analyse, dass das Gv-Lebensmittel sich nicht wesentlich von konventionellen Vergleichsprodukten unterscheidet.
Um mögliche Umweltwirkungen des GVP-Anbaus erkennen zu können (nach 2001/18/EG), muss zu jedem Antrag ein zugeschnittener Monitoringplan erstellt werden. Hierbei muss das Monitoring standardisiert durchgeführt werden, damit Reproduzierbarkeit und Datenvergleichbarkeit sichergestellt sind. Diese standardisierten Verfahren wurden in einer eigenen VDI-Richtlinienreihe zum GVP-Monitoring veröffentlicht, gefördert durch das Bundesamt für Naturschutz (BfN) mit Mitteln des Bundesumweltministeriums. Die auf 13 Richtlinien-Blätter aufgeteilten Methodenbeschreibungen reichen vom Pollenmonitoring über Nachweisverfahren für gentechnisch veränderte Nukleinsäuren und insektizide Bt-Proteine bis zur standardisierten Erfassung wichtiger Indikatorarten wie Amphibien, Wildbienen und Schmetterlinge.
Der Antrag wird nach Prüfung durch die nationale Behörde an die Europäische Behörde für Lebensmittelsicherheit (EFSA) weitergeleitet. Die EFSA prüft den Antrag, ergänzt ihn um Vorschläge zur Kennzeichnung, zum Monitoring und Nachweisverfahren und gibt innerhalb von sechs Monaten eine Stellungnahme auf Basis des Gutachtens eines unabhängigen Expertengremiums (GMO Panel) ab. Danach wird der Antrag an die EU-Kommission weitergeleitet. Die Kommission legt den Antrag dem Ständigen Ausschuss für die Lebensmittelkette vor, in dem alle Mitgliedsstaaten vertreten sind. Mit qualifizierter Mehrheit kann der Ausschuss eine Stellungnahme zum Antrag abgeben. Erfolgt die Stellungnahme nicht oder weicht sie vom Antrag ab, leitet die Kommission ihren Entscheidungsvorschlag an den Ministerrat weiter und informiert das EU-Parlament. Der Ministerrat hat dann 90 Tage Zeit, über den Beschlussvorschlag der Kommission mit qualifizierter Mehrheit zu entscheiden. Lehnt der Rat den Vorschlag der Kommission ab, arbeitet die Kommission einen neuen Vorschlag aus. Andernfalls setzt die Kommission den von ihr vorgeschlagenen Rechtsakt in Kraft.
2003 wurden die Leitlinien für die Koexistenz gentechnisch veränderter, konventioneller und ökologischer Kulturen (Richtlinie 2003/556/EG vom 23. Juli 2003) formuliert. Dabei wurde seitens der EU, die es bis in die 2000er abgelehnt hatte, EU-weite Regelungen und klare Haftungsbestimmungen zu Herstellung und Inverkehrbringen von Produkten aus oder durch GVO zu erarbeiten, weil sie keine pauschalen Einschränkungen einer wirtschaftlichen Maßnahme erlaubt, der Begriff der Koexistenz geschaffen, der in der Kernaussage bedeutet, „dass die Landwirte unter Einhaltung der Etikettierungs- und Reinheitsvorschriften eine echte Wahl zwischen konventionellen, ökologischen oder GV-Produktionssystemen haben“ sollen. 2008 wurde das Europäische Büro für Koexistenz (am Institute for Prospective Studies des JRC, kurz IPTS-JRC, in Sevilla) eingerichtet, das die Wirksamkeit technischer Koexistenzmaßnahmen weiter verbessern soll.

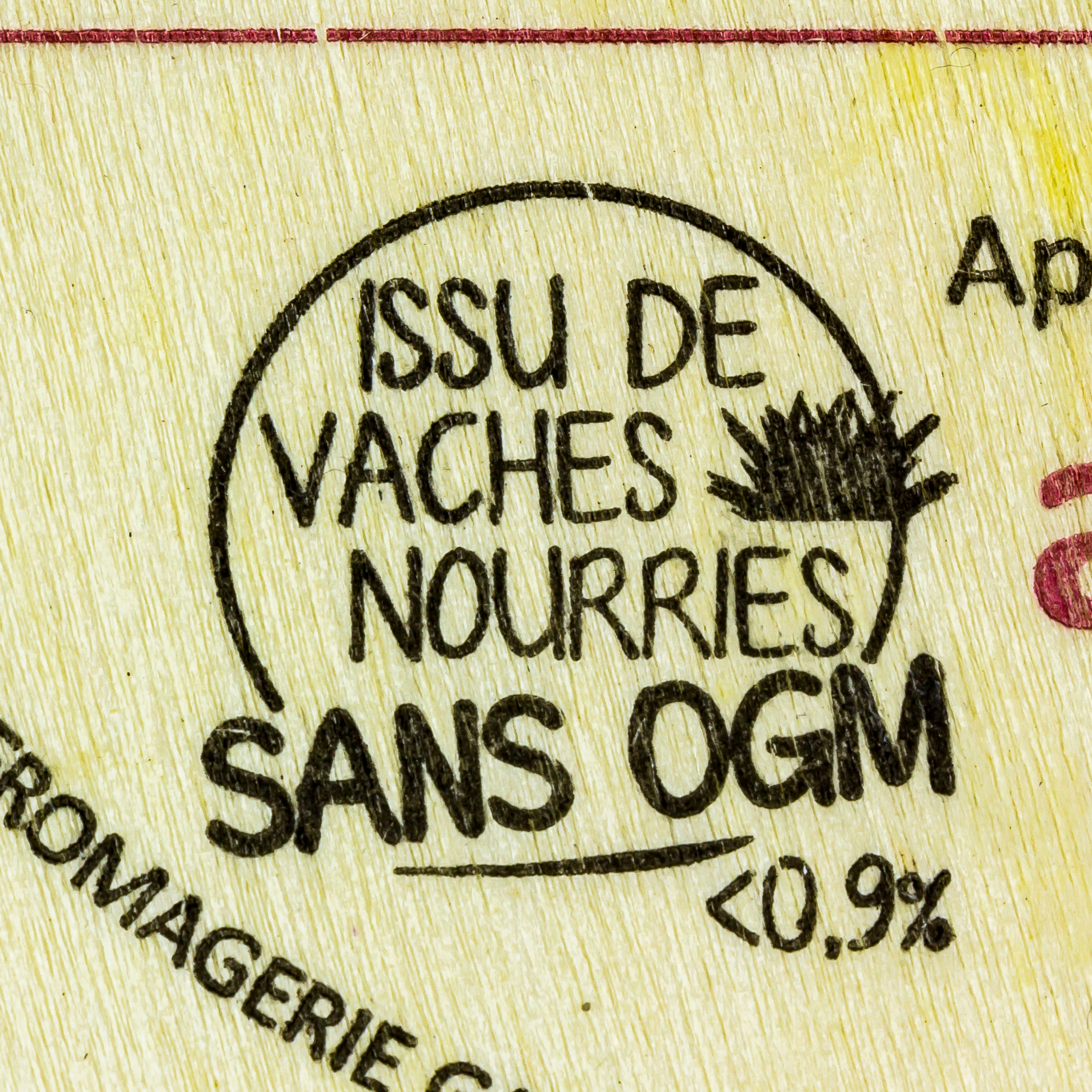
Detail einer französischen Käseschachtel mit Hinweis auf Produktion „ohne“ genetisch veränderte Organismen, d. h. < 0,9 %

Um einen bewussten Einsatz der Gentechnik von einer zufälligen, technisch nicht mehr beeinflussbaren Beimischung rechtlich abzugrenzen, werden Schwellenwerte eingeführt. In der EU beträgt dieser Wert für Futter- und Lebensmittel 0,9 %, auch für Bio-Lebensmittel. Dieser Wert gilt allerdings nur dann, wenn der betreffende Hersteller nachweisen kann, dass es sich bei den Beimischungen um zufällige GVO-Einträge handelt. Bei Überschreitung besteht eine Kennzeichnungspflicht. Zusatzstoffe sind hiervon grundsätzlich ausgenommen, ebenso die Erzeugnisse konventioneller Nutztiere, die mit Gv-Futtermitteln gefüttert wurden. In Deutschland gibt es die freiwillige Kennzeichnung Ohne Gentechnik, die Vermischungen bis zum EU-Schwellenwert sowie die Fütterung mit Gv-Futterpflanzen bis zu einem bestimmten Zeitpunkt vor der Schlachtung/Eiablage toleriert.
Für Saatgut existiert ein Vorschlag der EU-Kommission. Der Wert soll so bemessen sein, dass die Ernteprodukte mit Sicherheit unter der Kennzeichnungspflicht liegen. Für Raps sollen 0,3 % nicht überschritten werden, für Zuckerrüben, Mais und Kartoffeln 0,5 %. Von Kritikern wird ein Wert von 0,1 % gefordert, ab der eine quantitative Bestimmung technisch möglich ist. Für in der EU nicht zugelassene Gv-Pflanzen gilt eine Nulltoleranz, auch wenn sie in anderen Ländern erlaubt sind oder wenn es sich um eine Kreuzung zugelassener Sorten handelt. Die Europäische Kommission und einige Mitgliedsstaaten sprachen sich in der Vergangenheit für eine Anhebung der Toleranzschwelle auf 0,1 % aus; diese Vorschläge waren jedoch nicht mehrheitsfähig. Behörden reagieren auf die geringfügige Beimischung von GVO-Saatgut in konventionellen Chargen uneinheitlich.
Die Auflagen der EU gelten weltweit als die höchsten. Zusätzlich zu den Auflagen der EU können die Mitgliedsstaaten weitere Auflagen bestimmen. Beispielsweise variieren die Abstandsregelungen für Gv-Felder zu Anbaustandorten konventioneller oder biologischer Produkte zwischen den EU-Ländern. In Spanien, dem EU-Staat mit der größten Gv-Anbaufläche, ist für Mais ein Abstand zu konventionellen Feldern von 50 m vorgeschrieben. In Deutschland gilt ein Mindestabstand von 150 m zwischen Gv- und konventionellen Maisfeldern und 300 m zwischen Gv- und ökologischen Maisfeldern. In Österreich sind Landwirte verpflichtet, für jedes Feld und jede Pflanzenart eine behördliche Genehmigung einzuholen, wenn transgenes Saatgut verwendet werden soll. Spezielle Trainingskurse sind zu absolvieren. Die Haftungsregeln gelten als streng für den Anbauer gentechnisch veränderter Organismen. Der Europäische Gerichtshof erklärte den 2003 erfolgten Versuch Oberösterreichs sowie in der Folge sieben weiterer österreichischer Bundesländer, sich als Gentechnikfreie Zonen nach der Charta von Florenz zu etablieren, als Verstoß gegen die Wahlfreiheit von Landwirten und Verbrauchern.
Die Empfehlung 2010/C 200/01, die die alte 2003/556/EG aufhebt, schlug hingegen vor, dass Mitgliedsstaaten in Zukunft Verbote auch aus nichtwissenschaftlichen Gründen verfügen dürfen. Es wurden verschiedene Bedenken gegen sie geäußert, wie mögliche Verstöße gegen die Welthandels- und EU-Binnenmarktverträge. Laut einem im November 2010 vorgelegten Gutachten des juristischen Dienstes des Europäischen Rats verstoßen die Pläne der EU-Kommission gegen die Welthandelsverträge und die Verträge des Europäischen Binnenmarkts. Als problematisch gelten daneben mögliche Begründungen, die ein Land laut dem Kommissionsvorschlag für ein nationales Anbauverbot nutzen könnte. Wissenschaftliche Zweifel an der Sicherheit von Gv-Pflanzen waren in dem Vorschlag nicht vorgesehen, sie sollen weiter in einem für alle EU-Länder bindenden einheitlichen Zulassungsverfahren beantwortet werden. Im Dezember 2014, nach mehreren gescheiterten Anläufen und zuletzt monatelangen Verhandlungen, einigten sich Kommission, Rat und Parlament. Dem im April 2015 inkraftgetretenen Beschluss zufolge ist es Mitgliedsstaaten erlaubt, den Anbau einzelner, in der EU zugelassener gv-Pflanzen auf ihrem Gebiet zu untersagen. Die erforderlichen Gründe können sozioökonomischer oder politischer Natur sein, aber nicht den Ergebnissen der weiterhin geltenden EU-weiten Zulassungsverfahren hinsichtlich Gesundheits- und Umweltrisiken widersprechen.

#### Andere Länder
In den USA sind für die Regulation von Gv-Pflanzen das USDA, die EPA und die FDA verantwortlich. Die Gesetzgebung ist produktbezogen (product based), Kennzeichnungen sind freiwillig, und die Beimischungsgrenze beträgt 5 %. Im Juli 2016 wurde ein Gesetz verabschiedet, laut dem das Landwirtschaftsministerium innerhalb von zwei Jahren verpflichtende Kennzeichnungsregeln für gv-Lebensmittel festlegen muss. Das Gesetz verbietet außerdem separate gv-Kennzeichnungsregeln auf US-Bundesstaatsebene.
In der Schweiz wurden bestimmte gentechnisch veränderte Pflanzen als Futter- und Lebensmittel zugelassen. Deren Anbau hingegen wurde durch ein Moratorium verboten.
In Kanada, Taiwan, Bangladesch, auf den Philippinen sowie in Argentinien und Südafrika ist die Gesetzgebung ebenfalls produktbezogen (product based). Im Vereinigten Königreich, in Australien, Neuseeland, China, Japan, Indien, Brasilien, Mexiko, Burkina Faso, Ägypten, Kenia, Sambia und Nigeria ist die Gesetzgebung prozessbezogen (process based). Kennzeichnung ist freiwillig in Kanada, auf den Philippinen, in Argentinien und Südafrika; verpflichtend im Vereinigten Königreich, in Australien, Neuseeland, China, Japan, Taiwan, Chile, Brasilien und Mexiko. Die Beimischungsschwelle liegt bei 5 % in Kanada, Japan, Taiwan und auf den Philippinen. In anderen Ländern, für die Informationen vorliegen, liegt sie bei 1 %.
Viele Entwicklungsländer haben noch keine umfassenden gesetzlichen Grundlagen für die Zulassung von und den Verkehr mit transgenen Pflanzen geschaffen.

#### Internationale Abkommen
Die nationale Gesetzgebung bewegt sich innerhalb von Spielräumen, die durch internationale Abkommen abgesteckt sind, welche eine Harmonisierung vorantreiben sollen:
- Die WTO zielt auf einen Abbau von Handelsbarrieren. Das Abkommen über sanitäre und phytosanitäre Maßnahmen (SPS) setzt Richtlinien bezüglich Lebensmittelsicherheit und Pflanzengesundheit. Das Übereinkommen über technische Handelshemmnisse (TBT) soll den Abbau von unnötigen Vorschriften zu Zulassungen, Tests und Standards vorantreiben, die den Handel behindern.
- Der Internationale Vertrag über pflanzengenetische Ressourcen für Ernährung und Landwirtschaft der FAO soll Nutzung und Austausch von pflanzengenetischen Ressourcen regeln.
- Der Codex Alimentarius der FAO bietet Empfehlungen und Richtlinien bezüglich der Lebensmittelsicherheit. Schlichtungsverfahren (Adjudication) der WTO greifen auf den Codex zurück.
- Das Cartagena-Protokoll regelt den internationalen Verkehr von GVO, wenn dieser mögliche Auswirkungen auf die Biodiversität hat.
- Die OECD ist bestrebt, internationale Regulationen und Standards zu harmonisieren.

#### Unterschied zwischen USA und EU: Gründe
In den USA dauert der Zulassungsprozess eines transgenen Events durchschnittlich 15 Monate, in der EU 40. Für die Unterschiede zwischen den USA und der EU bei der Regulierung der Grünen Gentechnik gibt es unterschiedliche wissenschaftliche Erklärungsansätze, die seit Jahren diskutiert werden. Einige gehen davon aus, dass die Konsumenten in der EU der Gentechnik gegenüber negativer eingestellt wären als US-Konsumenten, dass Lebensmittelskandale (z. B. BSE oder Dioxin) in den 1990er Jahren stärkere Regulierung zur Folge hatten oder dass das Vertrauen der Konsumenten in die Regulierungsbehörden in der EU niedriger ist. Andere Forscher argumentieren, dass die Regulierung in den USA deswegen weniger strikt ist, weil die dortigen Landwirte aus der Grünen Gentechnik einen größeren Nutzen ziehen könnten als EU-Landwirte. Ein weiterer Erklärungsansatz lautet, der Unterschied sei durch die relative Stärke europäischer Unternehmen auf dem traditionellen Pflanzenschutzmarkt begründet, zu dem die transgenen Pflanzen der ersten Generation in Konkurrenz stehen. Eine weitere Erklärung zur restriktiven Haltung der EU sehen Tait und Barker (2011) in einer erheblichen Einflussnahme von Nichtregierungsorganisationen und Branchenvertretern der ökologischen Landwirtschaft, welche die Grüne Gentechnik ablehnen. Die Möglichkeit dieser Einflussnahme sei in den 1980er Jahren geschaffen worden, als Europa sich von einer Top-down-Regierung auf eine Bottom-up-Governance hinbewegte, in welcher der Staat nicht mehr primär der alleinige Macher von Politik ist, sondern die Interaktionen zwischen gesellschaftlichen Gruppen fördert. Mitte der 1980er Jahre wurde das in Deutschland geltende Vorsorgeprinzip zur Regulierung neuer Technologien in Europa übernommen.
Jeder dieser Erklärungsversuche weist jedoch Schwächen auf; es besteht kein wissenschaftlicher Konsens über die Ursachen für die Unterschiede.

### Kritik der Restriktion
Viele Wissenschaftler kritisieren die starken rechtlichen Einschränkungen der Entwicklung und des Einsatzes transgener Pflanzen in einigen Ländern. Die Regulierung Grüner Gentechnik im Gegensatz zu anderen Verfahren der Pflanzenzüchtung sei ungerechtfertigt, da das Endprodukt eines Züchtungsprozesses, nicht aber die Methode, ausschlaggebend sei. Durch eine solche „Überregulierung“ entstünden hohe Kosten durch den entgangenen Nutzen, insbesondere in Entwicklungsländern. Auch hätten viele Vorschriften, wie Koexistenzregeln, keine wissenschaftliche Basis. Insbesondere in Europa würde ein „repressives System“ mögliche Risiken betonen und dabei positive Folgen für Wirtschaft, Umwelt und Gesundheit außer Acht lassen. Eine Kernempfehlung einer von der päpstlichen Akademie der Wissenschaften im Mai 2009 einberufenen Expertenrunde lautet, die Grüne Gentechnik von „exzessiver und unwissenschaftlicher Regulierung zu befreien“. Insbesondere spricht sie sich für eine Revision des Cartagena-Protokolls aus, das europäisch geprägte Regulierung in Entwicklungsländer exportiere (der Vatikan erklärte, das Abschlussdokument dürfe nicht als Erklärung der päpstlichen Akademie der Wissenschaften oder des Vatikans verstanden werden). Verbraucherorganisationen fordern hingegen strengere Zulassungsverfahren und Kennzeichnungspflichten.
Im März 2015 empfahlen die Nationale Akademie der Wissenschaften Leopoldina, die Deutsche Akademie der Technikwissenschaften – acatech und die Union der deutschen Akademien der Wissenschaften, das Recht auf nationaler und europäischer Ebene solle für die Risikobewertung zukünftig vor allem auf die spezifischen Eigenschaften neuer Pflanzensorten und nicht auf den Prozess ihrer Erzeugung abstellen. Des Weiteren sprachen sich die Akademien gegen wissenschaftlich unbegründete pauschale Anbauverbote für GVO aus und empfahlen mit Nachdruck wissenschaftsbasierte Einzelfallprüfungen.
Im Juni 2016 kritisierten mehr als 100 Nobelpreisträger in einem offenen Brief Anti-Gentechnik-Kampagnen. In der an die Greenpeace-Führung, die UNO und die „Regierungen der Welt“ gerichteten Erklärung forderten sie insbesondere Greenpeace auf, die Ablehnung von Goldenem Reis aufzugeben. Grüne Gentechnik sei mindestens so sicher wie herkömmliche Methoden. Von damals knapp 300 lebenden Nobelpreisträgern unterzeichneten zunächst 107 die gemeinsame Erklärung. Die Anzahl der Unterzeichner stieg danach auf 160.

#### Zulassung
Vor der Zulassung neuer transgener Sorten müssen oft jahrelange Versuchsreihen durchgeführt werden. Es wird geschätzt, dass die Kosten für die Zulassung einer transgenen Maissorte in einem Land zwischen 6 und 15 Millionen US$ betragen. Diese Summen werden vom Antragsteller bezahlt. Die hohen Kosten reduzieren die Innovationsraten und behindern insbesondere die Verbreitung transgener Pflanzen in kleineren Ländern mit schwächerer Nachfrage. Die hohen Kosten tragen auch zu einer Konzentration der Saatgutindustrie bei, da kleinere Firmen und öffentliche Forschungseinrichtungen sich die hohen Summen oft nicht leisten können.
Zusätzlich entstehen Kosten, die sich durch den entgangenen Nutzen einer möglicherweise sicheren, aber noch nicht zugelassenen Sorte ergeben (Fehler 2. Art). Es wird geschätzt, dass ein zweijähriger Verzug der Zulassung einer Bt-Baumwollsorte in Indien Verluste für die Landwirte von mehr als 100 Millionen US$ bedeutet. Ein Jahr Verzug bei der Zulassung einer schädlingsresistenten Kuhbohne in Nigeria kosteten das Land in einer Modellrechnung 33–46 Millionen US-Dollar und zwischen 100 und 3000 Menschenleben.
Laut einem der Entwickler des Goldenen Reises, Ingo Potrykus, ist die mehr als zehnjährige Verzögerung der Zulassung seiner Erfindung für den Verlust von Millionen Menschenleben verantwortlich. Die von ihm als „extrem“ bezeichnete Auslegung des Vorsorgeprinzips anstelle einer auf wissenschaftlichen Nachweisen basierenden Regulierung empfindet er als „Verbrechen gegen die Menschheit“. Wissenschaftliche Studien veranschlagen die möglichen Positiveffekte Goldenen Reises deutlich geringer. So geht etwa Matin Qaim von lediglich 40.000 Menschenleben aus, die weltweit pro Jahr mit Goldenem Reis gerettet werden könnten.
Verbraucher- und Umweltschutzorganisationen fordern dagegen strengere Zulassungskriterien, da ungeklärte Gesundheits- und Umweltrisiken bestünden.

#### Kennzeichnungspflicht
Da in den USA und anderen Ländern transgene Lebensmittel als gesundheitlich unbedenklich eingestuft sind, wenn sie zugelassen werden, wird argumentiert, dass eine Kennzeichnungspflicht unsinnig sei. Wenn Konsumenten für gentechnikfreie Nahrungsmittel mehr bezahlen wollen, würden die Lebensmittelhersteller freiwillig kennzeichnen. In der EU besteht hingegen eine Kennzeichnungspflicht, die erstens deutlich teurer ist und zweitens suggeriere, dass transgene Lebensmittel ein gesundheitliches Risiko bergen. Diese Pflicht wird begründet mit dem Right-to-know-Prinzip, welches im Gegensatz zum Need-to-know-Prinzip zur Rechtfertigung der Vermittlungspflicht praktisch jeder Art von Information verwendet werden kann und daher kritisiert wird.
Verbraucher- und Umweltschutzorganisationen hingegen befürworten eine Kennzeichnungspflicht, da ungeklärte Gesundheitsrisiken bestünden und der Verbraucher daher ein Informationsrecht habe. Weiterhin besteht eine Nachfrage bei Verbrauchern nach Nahrungsmitteln, die als gentechnikfrei gekennzeichnet sind. Dies Verbraucheranliegen wird vom Verband für Lebensmittel ohne Gentechnik unterstützt (VLOG).

#### Koexistenz
Die EU-Richtlinien zur Koexistenz (2003/556/EC) sehen vor, dass Abstandsregeln den wissenschaftlichen Kenntnisstand bezüglich der Beimischungswahrscheinlichkeit widerspiegeln sollen. Einige Wissenschaftler kritisieren, dass sich viele EU-Mitgliedsstaaten darüber hinwegsetzen und dass die Mindestabstände willkürlich, exzessiv und politisch motiviert seien. So gilt in Luxemburg ein Mindestabstand von 600 m für Mais, während er in den Niederlanden bei 25 m liegt. In Spanien sind 50 m vorgeschrieben, in Portugal 200 m. In Lettland ist für Raps ein Abstand von 4 km (bzw. 6 km zu ökologischen Feldern) vorgeschrieben. Dies würde erhebliche Kosten für Landwirte darstellen, die transgenes Saatgut verwenden wollen, und ihre Wahlfreiheit unnötig einschränken. Eine Metaanalyse von Auskreuzungsstudien bei Mais kam zu dem Schluss, dass ein Abstand von 50 m ausreichen würde, um eine Auskreuzung unter 0,5 % sicherzustellen.

#### Probleme im Agrarhandel
Die teils schnelle Einführung der Grünen Gentechnik in anderen Ländern der Welt und die Zulassungspraxis in Europa, die auf dem Vorsorgeprinzip beruht, soll verschiedentlich geäußerter Meinung zufolge zu immer größeren Problemen im Agrarhandel führen. Die USA, Kanada und Argentinien hatten 2003 die EU vor der WTO verklagt und bekamen 2005 in den meisten Punkten Recht. Seither wird über eine Regelung verhandelt. Nachdem die EU im März 2009 die Einfuhr von gentechnisch verändertem T45-Raps als Lebens- und Futtermittel erlaubt hatte, legten im Juli 2009 Kanada und die EU ihren Streit nieder und vereinbarten, sich zweimal jährlich zu weiteren Konsultationen zu treffen.
Ein Gutachten der Gemeinsamen Forschungsstelle der EU-Kommission befürchtet, dass die Preise für Agrarprodukte ohne Beimischungen der zahlreichen Gv-Pflanzen, die in anderen Ländern angebaut werden, deutlich steigen werden. Bis 2015 wird ein Anstieg der kommerziell genutzten Gv-Merkmale von 30 auf 120 im Jahr 2009 erwartet. Eine Arbeitsgemeinschaft Innovativer Landwirte sieht sich gegenüber der Konkurrenz aus anderen Ländern zunehmend benachteiligt.
Der europäischen Tierhaltung und Futtermittelbranche entstünde laut Deutscher Verband Tiernahrung e. V. ein Schaden von 3,5 bis 5 Mrd. €, da immer wieder Lieferungen mit Spuren von GVO zurückgewiesen werden müssten. Im außereuropäischen Ausland könnten dieselben Futtermittel verwendet werden und damit erzeugte tierische Lebensmittel hätten im Prinzip ungehindert Marktzutritt in Europa.

### Neue Verfahren der Pflanzenzüchtung
Neue Verfahren der Pflanzenzüchtung, die seit der Etablierung der ersten Regulierungsmaßnahmen von gv-Pflanzen entwickelt wurden, stellen eine regulatorische Herausforderung dar, weil der Status der aus ihnen hervorgehenden Pflanzen häufig unklar ist. Ein Vergleich (2010) zwischen Argentinien, Australien, der EU, Japan, Kanada, Südafrika und den USA zeigt, dass sich Gesetzgebung, Definitionen und Regulierung zwischen den Ländern stark unterscheiden. Entscheidungen werden häufig auf der Basis unterschiedlicher Techniken oder sogar auf Einzelfallbasis getroffen. Auch haben manche Länder bereits eine klare Gesetzgebung fertig gestellt, während in anderen erst die Diskussionen beginnt. Es kann davon ausgegangen werden, dass dieselbe oder eine sehr ähnliche Züchtungsmethode in verschiedenen Ländern als GVO oder nicht-GVO eingestuft werden wird. Dies hat bereits zu asynchronen Zulassungen geführt, welche den internationalen Handel gestört haben.
Beispielsweise ist in der EU noch nicht geklärt, wie Genome-Editing-Verfahren reguliert werden sollen. In den USA sind solche Pflanzen von der für GVO geltenden Regulierung ausgenommen, sofern sie keine fremde Erbsubstanz enthalten. In den EU-Mitgliedsländern gibt es unterschiedliche Auffassungen. So hat das BVL im März 2015 eine durch Oligonukleotid-gerichtete Mutagenese (ODM) hergestellte Rapslinie als nicht-gv eingestuft. Die Entscheidung fiel auf Basis einer Stellungnahme der Zentralen Kommission für Biologische Sicherheit aus dem Jahr 2012.

### Datenbank für die in der EU verwendeten GVO
Dem Auffinden exakter Informationen in Bezug auf das Vorhandensein, den Nachweis und die Identifizierung von in der EU verwendeten GVO dient die Datenbank EUginius (European GMO Initiative for a Unified Database System), die Unternehmen, interessierte private Nutzerm und zuständige Behörden unterstützen soll.

## Sozioökonomische Auswirkungen
2011 und 2012 veröffentlichte, länderübergreifende Metaanalysen zu Bt-Mais, Bt-Baumwolle und herbizidtoleranter Sojabohne ergaben, dass diese gv-Pflanzen konventionellen Pflanzen in agronomischer und ökonomischer Hinsicht überlegen sind. Diese Überlegenheit ist größer in Entwicklungs- als in Industrieländern und besonders groß bei Bt-Baumwolle.
Eine 2014 veröffentlichte Metaanalyse kam zu dem Schluss, dass sich im Durchschnitt große und signifikante agronomische und ökonomischen Vorteile durch den Einsatz von gv-Pflanzen nachweisen lassen. Laut den Autoren besteht dabei insbesondere eine Varianz bzgl. der konkret veränderten Eigenschaften und der Anbaugebiete: Der Ertrag und die Reduktion der Pestizidmenge ist am größten bei insektenresistenten Pflanzen, der Ertrag und der Erzeugergewinn ist am größten in Entwicklungsländern.

### Wahrgenommener Nutzen für Konsumenten
Im internationalen Rahmen wurden mehrere Studien zur Reaktion von Konsumenten auf Nahrungsmittel durchgeführt, die unter Verwendung von Rohstoffen aus gentechnisch veränderten Organismen hergestellt wurden. Die Konsumenten kritisieren mehrheitlich aus ihrer Sicht derzeit unzureichende Kennzeichnungsvorschriften. Eine umfassende Übersichtsstudie kommt zum Ergebnis, dass ein um 5–110 % höherer Preis von Konsumenten für ansonsten gleiche Produkte akzeptiert wird, die ohne Grüne Gentechnik hergestellt wurden. Eine kürzlich veröffentlichte Studie zum großflächigen Anbau von Bt-Mais und HR-Raps in Deutschland zeigt, dass allein die Lebensmittelkennzeichnung „mit GVP“ (gentechnisch veränderten Pflanzen) zu einem Preisabschlag von etwa 1/3 führt. Wohlfahrtsökonomisch handelt es sich hier um eine Nutzeneinbuße seitens der Konsumenten. Betriebswirtschaftlichen Anbauvorteilen von weniger als 100 Mio. € stünden Nutzeneinbußen von 360 Mio. € bis zu knapp 6 Mrd. € pro Jahr gegenüber.

### Einkommensverbesserung
Einkommenszuwächse konnten bei transgener Baumwolle, transgenem Mais, transgenem Raps und transgener Sojabohne nachgewiesen werden. Ein 49 Studien umfassendes Review der wissenschaftlichen Literatur zu den Auswirkungen transgener Pflanzen auf landwirtschaftliche Einkommen zeigt in 72 % der Resultate einen positiven, in 11 % einen neutralen und in 16 % einen negativen Einfluss. In Entwicklungsländern ist der Anteil positiver Ergebnisse signifikant höher (ca. 75 %) als in Industrieländern (ca. 65 %). Hinzu kommen nicht-monetäre Nutzenzuwächse in Form von Arbeitseinsparungen, erhöhter Flexibilität, geringerem Risiko sowie größerer Sicherheit, die für die USA auf durchschnittlich $12 pro Hektar für herbizidresistente Pflanzen bzw. $10 für insektenresistente Pflanzen geschätzt wurden. Zudem profitierte der konventionelle Anbau vom Anbau insektenresistenter Pflanzen in seiner Umgebung (siehe Abschnitt Umweltschutz).
In Studien, die Einkommensverbesserungen durch Gv-Pflanzen entlang unterschiedlicher Betriebsgrößen gemessen haben, ergaben sich zumeist insbesondere Vorteile für Haushalte mit geringerem Landbesitz. Hinzu kommt eine Verringerung des Einkommensrisikos, das für Kleinbauern vergleichsweise wertvoller ist als für größere Betriebe, die über mehr Instrumente zur Risikoreduktion verfügen.
Die FAO erwartet, dass transgene Pflanzen ebenso wie andere verbesserte Saatguttechnologien in der Vergangenheit in Zukunft eine wichtige Rolle bei ländlicher Einkommenssteigerung und Armutsbekämpfung spielen werden.
Eine Langzeitstudie unter Leitung von Matin Qaim zeigt etwa, dass indische Kleinbauern, die Bt-Baumwolle anbauen, einen um 50 % höheren Gewinn erwirtschaften als Bauern, die konventionelle Baumwolle anbauen. Außerdem seien die „Vorteile im Zeitablauf sogar tendenziell weiter angestiegen“, sodass „Befürchtungen von Kritikern, die Gentechnik würde eine zunehmende Ausbeutung der Bauern durch Großkonzerne zur Folge haben“, widerlegt worden seien.
Eine Studie unter der Mitarbeit von Justus Wesseler untersuchte die Akzeptanz einer hypothetisch eingeführten gentechnisch veränderten Banane. Insbesondere Kleinbauern zeigten mehr Akzeptanz gegenüber der veränderten Banane. Die besser verdienende urbane Bevölkerung stand dieser kritischer gegenüber.

### Einkommens- und Klagerisiken
Die Hersteller genveränderten Saatgutes prüfen Patentrechtsverletzungen und setzen Schadenersatzforderungen gerichtlich durch. Basis dafür bilden zusätzliche Verträge der Saatguthersteller mit den Bauern, die Voraussetzung für eine Belieferung sind. Diese Verträge untersagen den Bauern beispielsweise die Selbstvermehrung und räumen den Saatgutherstellern weitreichende Rechte ein. Auch das Klagerecht bei Ertragsausfällen ist ausgeschlossen. Bei der im Mai 2003 vom Zentrum für Nahrungsmittelsicherheit (Center for Food Safety, CFS) gestarteten Untersuchung zu Rechtsstreitigkeiten US-amerikanischer Bauern die patentierte, gentechnisch veränderte Pflanzen anbauten wurde festgestellt, dass Marktführer Monsanto Bauern verklagte, selbst wenn die Patentrechtsverletzungen gar nicht vom Bauern zu verantworten waren. Aus den USA und Kanada wurden Fälle bekannt, bei denen durch Rechtsstreitigkeiten mit Saatgutherstellern Bauern finanziell ruiniert wurden und ihre Höfe aufgeben mussten. Tewolde Berhan Gebre Egziabher wirft Saatgutherstellern vor, sie würden Landwirte in eine Abhängigkeit von ihren Produkten zwingen, und bezeichnet dies als effektiven Kolonialismus.
Selbst ungewollte und unerwünschte Kontaminierung/Einkreuzung auf andern, konventionellen Feldern ist mit einem hohen Klagerisiko für die Bauern verbunden.
Für Bauern, die langjährig genverändertes Saatgut und angepasste Herbizide einsetzen, besteht die Gefahr der Ausbildung von Superunkräutern, welche beispielsweise im Nordosten der Vereinigten Staaten 92 Prozent der Baumwoll- und Sojafelder befallen haben. Insgesamt war 2013 in den USA bereits auf 24 Millionen Hektar dadurch teilweise oder völlig der Anbau von Nutzpflanzen nicht mehr möglich.

### Dominanz multinationaler Konzerne
Heute befinden sich mehr als 75 % aller Patente der Grünen Biotechnologie in privater Hand, größtenteils von wenigen multinationalen Konzernen. Die Möglichkeit, Patente gewinnbringend auszubeuten, stellt einen Anreiz für die Forschung dar. Gleichzeitig hat dies dazu geführt, dass die Entwicklung neuer transgener Sorten durch Nichtinhaber relevanter Patente häufig mit hohen Transaktionskosten und Lizenzgebühren verbunden ist. Dies könnte den Konzentrationsprozess weiter verstärken. Durch eine sinkende relative Bedeutung von öffentlicher Forschung und Entwicklung könnte insbesondere die gentechnische Verbesserung von weniger verbreiteten Pflanzenarten sowie in kleinen Entwicklungsländern vernachlässigt werden.
Ronald Herring hat während der raschen Adoption von Bt-Baumwolle in Indien beobachtet, dass legale Bt-Saaten unter starken Konkurrenzdruck gerieten, wenn die Preise zu hoch waren oder die Beschaffung zu bürokratisch. Die massenhafte unautorisierte Vermehrung von Bt-Pflanzen und Einkreuzung in lokale Sorten durch die Landwirte widersetze sich den „europäischen Erzählungen von Macht über Bio-Eigentum“.
Den Fragen, ob die grüne Gentechnik Konzentrationsprozesse in der Saatgutindustrie verstärkt hat und ob Konzentrationsprozesse die Innovation verlangsamt haben, ging eine Untersuchung (2011) im Auftrag der niederländischen Kommission für genetische Modifikation (COGEM) nach. Eine deutliche Konsolidierung hat in den letzten Jahren stattgefunden, so lag der Marktanteil der neun größten Saatgutunternehmen 1985 bei 12,7 % und 1996 bei 16,7 %, während der Marktanteil der drei größten Saatgutunternehmen 2009 auf 34 % angestiegen war. Neben Fortschritten der Pflanzenwissenschaften und -züchtung haben geistige Eigentumsrechte im Bereich der Pflanzenzüchtung und Biotechnologie sowie steigende Ausgaben für Forschung und Entwicklung zu diesem Konsolidierungsprozess beigetragen. Da sich auch in Märkten mit von der Gentechnik nicht berührten Züchtungstechnologien Konzentrationen ereigneten, variiert die Bedeutung der Gentechnik als Treiber dieser Prozesse. Befragungen von 11 Topmanagern der Saatgutindustrie ergaben, dass geistige Eigentumsrechte und Patente von einigen als förderlich und von anderen als behindernd für Innovation gesehen werden. Einer ökonomischen Analyse der relativ stark konzentrierten Saatgutmärkte für Baumwolle, Mais und Sojabohne in den USA zufolge hatte die Konzentration keine negativen Auswirkungen auf die Innovationsraten. Die Autoren der Studie erwarten, dass hohe Kosten für Forschung und Entwicklung sowie für Zulassungen, Monitoring und Beimischungen kleinere Unternehmen und öffentliche Forschungseinrichtungen behindern und weitere Konzentration der Saatgutindustrie befördern werden.

### Lebensmittelpreise
Yu u. a. (2010) gehen davon aus, dass Ertragssteigerungen durch Grüne Gentechnik die Lebensmittelpreise senken können, was positive sozioökonomische Folgen für Konsumenten haben kann. Sie schätzten die Höhe der globalen Preisminderungen im Jahr 2007 auf 5,8 % (Mais), 9,6 % (Sojabohnen) bzw. 3,8 % (Raps) ein. Substitute dieser Getreide und Ölsaaten seien ihrer Analyse zufolge dadurch ebenfalls um 3–4 % billiger geworden.
Aufgrund einer Simulation schätzten Sexton und Zilberman (2012) für das Jahr 2008 die Preissenkung folgendermaßen ein: Ohne die Grüne Gentechnik wären die Weltmarktpreise um 35 % (Mais), 43 % (Sojabohnen), 27 % (Weizen) und 33 % (Raps) höher gewesen.
Mahaffey u. a.(2016) schätzten die Auswirkungen eines weltweiten Verbots von gv-Pflanzen. Demzufolge würden die Lebensmittelpreise je nach Region um 0,27 % bis 2,2 % ansteigen.

## Resistenzbildung
Ein bekanntes Problem des Pflanzenschutzes ist die Resistenzbildung von Schädlingen gegen Pflanzenschutzmittel über den natürlichen Mechanismus von Mutation und Selektion. Dass Schadinsekten bzw. Unkräuter auch bei Einsatz der grünen Gentechnik Resistenzen gegen Bt-Toxine bzw. Herbizide entwickeln können, ist wissenschaftlich unbestritten. Verschiedene Gegenmaßnahmen, wie Refugienflächen und die Kombination mehrerer Wirkstoffe, erschweren die Resistenzbildung.
Es besteht die Möglichkeit, dass Gene transgener Nutzpflanzen auf ihre wilden Verwandten übergehen. Manche Pflanzen gehen schnell Hybridisierungen mit ihren wilden Verwandten ein. Im Falle gentechnisch veränderter Pflanzen sehen Wissenschaftler die Möglichkeit, dass durch Auskreuzung der transgenen Eigenschaft sogenannte Superunkräuter entstehen können. Dies betrifft nicht nur die Übertragung der Eigenschaft der Herbizidresistenz, sondern auch Merkmale wie Trockentoleranz, Krankheits- und Schädlingsresistenz oder auch erhöhte Erträge. Weiterhin wird die Möglichkeit gesehen, dass gentechnisch veränderte Pflanzen selbst zu einem Unkraut werden. Ein Beispiel hierfür ist herbizidresistenter Raps, der u. a. aufgrund der Langlebigkeit seiner Samen bei einem Fruchtwechsel ein Unkrautproblem für den Landwirt werden kann. Laut einer 2011 erschienenen Übersichtsarbeit (Kwit u. a., 2011) sind mögliche negative Folgen einer Auskreuzung transgener Eigenschaften auf verwandte Unkräuter bisher nicht nachgewiesen.

### Resistenz gegen Glyphosat
Eine zwischen 2000 und 2004 durchgeführte britische Studie untersuchte, inwiefern herbizidresistenter Raps seine Resistenzeigenschaft auf verwandte Arten überträgt. Im ersten Versuchjahr konnte bei einer Untersuchung von 95.459 artverwandten Pflanzen eine Auskreuzung des Resistenzgens auf zwei Rübsenpflanzen festgestellt werden. Im Folgejahr konnte in den Versuchsfeldern die Auskreuzung der Resistenz auf eine Acker-Senf-Pflanze nachgewiesen werden. Die an der Studie beteiligten Wissenschaftler betonen hingegen, dass keine zweite Studie eine Auskreuzung feststellen konnte, dass die Wahrscheinlichkeit einer Auskreuzung sehr gering sei und dass die Auskreuzung in wilde Verwandte kein Problem darstelle, da Herbizidresistenz in der Wildnis keinen Fitnessgewinn bringe. Sie weisen aber darauf hin, dass der Anbau herbizidresistenter Raps-Sorten dazu führen könne, dass herbizidresistenter Durchwuchsraps (d. h. Rapspflanzen, die als Folge des Überlebens von Rapssamen in Folgekulturen wieder heranwachsen) die Unkrautbekämpfung bei der Folgefrucht erschweren könnte, insbesondere, wenn in der Fruchtfolge andere herbizidresistente Ackerfrüchte verwendet werden. Die Schweizer Arbeitsgruppe Gentechnik (SAG) fügt hinzu, dass mehrfach resistenter Raps (d. h. Rapssorten, die nach der Übertragung von Genen aus anderen Sorten neue und damit mehrfache Resistenzen gegen Herbizide ausgebildet haben) ebenfalls agronomische Probleme bereiten könne, und behauptete 2003, dass transgener Durchwuchsraps in manchen Gegenden Kanadas schon zu den häufigsten Unkräutern gehöre. Drei Viertel der kanadischen Landwirte, die transgenen Raps anbauen, gaben 2005 in einer Umfrage an, dass die Kontrolle von Durchwuchs bei gentechnisch verändertem Raps kein größeres Problem darstellt als bei konventionellem Raps.
Wahrscheinlicher als eine Auskreuzung des für die Herbizidresistenz verantwortlichen Gens von transgenen Nutzpflanzen auf Unkräuter ist die Herausbildung von Resistenzen durch zufällige Mutation und natürliche Selektion von Unkräutern. Resistenzen gegen Glyphosat in Feldern mit herbizidresistenten transgenen Nutzpflanzen wurden bis 2008 bei 9 Arten beobachtet, davon fast alle in den USA. In argentinischen Sojaanbau kam es seit 2002 zu einer Ausbreitung von Populationen glyphosatresistenter Wilder Mohrenhirse, was in der Zukunft eventuell den Einsatz stärker toxischer Herbizide zur Folge haben kann. Resistenzen gegen Glyphosat in Feldern ohne herbizidresistente transgene Nutzpflanzen wurden bis 2008 bei 6 Arten in 12 Ländern auf allen Kontinenten beobachtet. Laut der Organisation WeedScience gibt es weltweit 19 glyphosatresistente Unkräuter (Stand: 2010). Mit 107 resistenten Unkrautarten ist die Gruppe der ALS-Inhibitoren (Acetolactat-Synthase), welche die Grundlage für andere häufig verwendete chemische Unkrautbekämpfungsmittel sind, am stärksten betroffen. Bei allen Herbizidkategorien zusammengenommen sind es 347 (Stand: 2010). Wissenschaftler fordern eine stärkere Diversifikation der Unkrautbekämpfung, etwa mithilfe von Herbiziden, in denen Glyphosat mit anderen Wirkstoffen kombiniert wird, mithilfe von transgenen Nutzpflanzen mit entsprechend zusätzlichen Herbizidresistenzen und nicht-Herbizid-basierten Unkrautbekämpfungsmaßnahmen. So soll die Resistenzentwicklung von Unkräutern verlangsamt werden, damit Glyphosat weiter effektiv verwendet werden kann. Die in den USA beobachtete Glyphosatresistenz des Unkrauts Amaranthus palmeri beruht auf einer starken Genamplifikation des EPSPS-Gens und nicht auf einer Auskreuzung des Transgens.

### Resistenz gegen Bt-Toxine
Ebenso wie sich in der Vergangenheit Resistenzen von Schadinsekten gegen chemische Insektizide gebildet haben, könnten sich in Zukunft Resistenzen gegen Bt-Toxine entwickeln. Im Feld wurde diese Möglichkeit 2002 für Schmetterlinge dokumentiert. In Mississippi und Arkansas hat die Empfindlichkeit des Baumwollkapselbohrers gegenüber dem in den ersten Bt-Sorten vorrangig eingesetzten Bt-Toxin Cry1Ac bereits deutlich abgenommen. Eine Resistenzbildung wurde nicht in anderen Regionen der USA oder in China, Spanien oder Australien festgestellt. Auch bei 5 anderen wichtigen Schädlingen wurden bisher keine Resistenzen gegen Bt-Toxine beobachtet.
Um Resistenzbildungen zu verzögern, werden sogenannte „refuge strategies“ (Zuflucht-Strategien) empfohlen. So schreibt die EPA die Entwicklung und Umsetzung von Resistenzvermeidungsstrategien bei Bt-Pflanzen vor. Auch in Indien wird die Einhaltung von Refugienflächen empfohlen. Hierbei wird auf einem Teil des Bt-Felds (5–20 %) konventionelles Saatgut gesät. Hierdurch können Bt-empfindliche Individuen überleben und sich mit Bt-resistenten Individuen paaren, womit die Entwicklung von Resistenzen verlangsamt wird. Eine weitere Option zur Unterdrückung der Resistenzbildung ist die Freisetzung von sterilen Schadinsekten, was laut Computersimulationen möglich ist und in einem vierjährigen Feldversuch bestätigt wurde.
In vier Distrikten des indischen Bundesstaats Gujarat wurden Anfang 2010 erstmals Resistenzen des Roten Baumwollkapselwurms gegen Bt-Baumwollsorten der ersten Generation (Bollgard I, seit 2002) beobachtet. Dies könnte auf die mangelhafte Einhaltung von Refugienflächen oder auch auf den illegalen Anbau von Bt-Sorten mit geringerem Toxingehalt zurückzuführen sein. Für die zweite Generation von Bt-Sorten (Bollgard II, seit 2006), die zwei Bt-Gene enthält, wurden keine Resistenzen festgestellt. Derzeit entwickelt wird Bollgard III, das drei Bt-Gene aufweist. Mehrere voneinander unabhängige Insektizide erschweren die Resistenzbildung.
Der Mechanismus der Resistenzbildung ist wissenschaftlich noch unzureichend geklärt. Im Falle einer unspezifischen Resistenz gegen alle Bt-Toxine müssten Landwirte Bt-Pflanzen und konventionelle Pflanzen abwechselnd verwenden, damit die Resistenz in den Schädlingspopulationen zurückgeht. Falls sich Resistenzen spezifisch gegen einzelne Bt-Toxine entwickeln, könnte eine Bt-Maissorte mit einer anderen der über 200 Cry Proteine genutzt werden. Sorten mit mehreren Cry Proteinen (stacked traits) könnten in diesem Fall möglicherweise ebenfalls helfen.
Eine im Juni 2011 veröffentlichte Untersuchung von seit 1996 weltweit aufgetretenen Resistenzen kommt zu dem Schluss, dass eine high-dose/refuge-Strategie, also die Kombination aus Pflanzen, welche eine hohe Dosis bt-Proteine exprimieren, mit Refugien nichtexprimierender Pflanzen die Resistenzbildung erfolgreich verhindern kann. Besondere Bedeutung sollte in einer Fortführung dieser Strategie Pflanzen zukommen, welche mehrere bt-Proteine kombinieren.

## Umweltauswirkungen

### Positiv bewertete Wirkungen
| Pflanze                       | Einsatz von Pestiziden (Millionen kg) | Umweltbelastung durch Pestizide (%) | Verbrauch von Kraftstoff (Millionen Liter)      |
| ----------------------------- | ------------------------------------- | ----------------------------------- | ----------------------------------------------- |
| Herbizidresistente Sojabohne  | −50,45                                | −16,6                               | −835 (USA) / −1.636 (Argentinien) / −196 (Rest) |
| Herbizidresistenter Mais      | −111,58                               | −8,5                                |                                                 |
| Herbizidresistenter Raps      | −13,74                                | −24,3                               | −347 (Kanada)                                   |
| Herbizidresistente Baumwolle  | −6,29                                 | −5,5                                |                                                 |
| Bt-Mais                       | −29,89                                | −29,4                               |                                                 |
| Bt-Baumwolle                  | −140,60                               | −24,8                               | −125                                            |
| Herbizidresistente Zuckerrübe | +0,13                                 | −2,0                                |                                                 |
| Gesamt                        | -352,42                               | -16,3                               | -3.139                                          |

Transgene Pflanzen können einigen Studien zufolge positive Auswirkungen auf die Umwelt haben. Durch die Verwendung transgener Pflanzen konnten demnach im Zeitraum 1996–2008 Pflanzenschutzmitteln um geschätzte 352.000 t (8,4 %) eingespart werden, was einer verringerten Umweltbelastung durch Pestizide in diesen Pflanzen um 16,3 % entspräche. Dabei spielte einerseits die Einsparung der ausgebrachten Menge eine Rolle als auch die Reduktion der Toxizität der ausgebrachten Mittel. Die Einsparung der Emissionen von Treibhausgasen wäre 2008 äquivalent zum Ausstoß von 6,9 Millionen Autos. Die Adoption von herbizidresistenten Pflanzen führte zu einer verstärkten Ausbringung von Herbiziden geringer Toxizität (v. a. Glyphosat, WHO Toxizitätsstufe IV) bei gleichzeitiger Reduktion stärker toxischer Wirkstoffe (der WHO-Toxizitätsstufen II und III) und damit verbunden einer Ausweitung der pfluglosen Bewirtschaftung, wodurch Bodenerosion, Kraftstoffverbrauch und Treibhausgasemissionen zurückgingen. In der Studie von Barfoot und Brookes geht es allerdings nicht um tatsächliche Reduktion, vielmehr wird der aktuelle Verbrauch bei grüner Gentechnik mit dem hypothetischen Verbrauch der gleichen Fläche bei konventionellem Anbau verglichen. Nach einer argentinischen Studie in der Pampas-Region hat die Einführung der pfluglosen Bewirtschaftung aber zu einer starken Ausweitung und Intensivierung landwirtschaftlicher Nutzung geführt, so dass es in der Folge im Ergebnis zu einer verstärkten Herbizidausbringung, Resistenzbildung, einer Erhöhung des Energieverbrauchs und einem Rückgang der Biodiversität kam. In Indien wurden anlässlich der Beobachtung von Resistenzbildung des Roten Baumwollkapselwurms gegen Bt-Baumwollsorten als geeignete Vorkehrungen u. a. tiefes Pflügen, eine breit angelegte Fruchtfolge sowie die Entfernung von Ernterückständen als notwendig erachtet.
Die Adoption von Bt-Pflanzen führte zu einem starken Rückgang des Insektizideinsatzes, insbesondere dem der giftigsten Substanzen. So wird geschätzt, dass zwischen 1996 und 2008 durch den Einsatz von Bt-Baumwolle 140.000 t an Pestiziden eingespart wurden, was einem Rückgang der Umweltbelastungen durch Pestizidanwendungen bei Baumwolle von knapp 25 % gleichkommt. Ein 2010 veröffentlichtes Review der wissenschaftlichen Literatur ergab, dass die Insektizidanwendungen durch insektenresistente Pflanzen um 14–75 % zurückgingen und in keinem Fall stiegen. Häufig wurden auch weniger giftige Insektizide und Herbizide ausgebracht als in konventionellen Feldern.
Durch den geringeren Insektizideinsatz bei Bt-Pflanzen überleben mehr Nichtzielorganismen. Eine Metastudie von 42 Feldexperimenten kommt zu dem Schluss, dass wirbellose Nichtzielorganismen in Bt-Mais und -Baumwollfeldern häufiger vorkommen als in Feldern, die mit Insektiziden behandelt werden (jedoch seltener als in Feldern, die nicht mit Insektiziden behandelt werden).
Zudem kann die Grüne Gentechnik die Sortenvielfalt fördern, da sich einzelne Eigenschaften relativ leicht in lokal angepasste Sorten einbauen lassen. Die konventionelle Züchtung benötigt für einen ähnlichen Prozess mehr Zeit und finanziellen Aufwand. Anstatt lokal angepasste Sorten zu ersetzen, erhöhte sich in den Anbauländern die Zahl der Sorten mit transgenen Eigenschaften schnell.
Längerfristige Beobachtungen von Schädlingspopulationen in den USA und China haben ergeben, dass die Verwendung von Bt-Baumwolle nicht nur zu einem geringeren Schädlingsbefall in den Bt-Feldern, sondern auch zu einem geringeren Schädlingsbefall in konventionellen Baumwoll- und anderen Nutzpflanzenfeldern geführt hat (Positive Externalität). US-amerikanische Maisbauern, die keinen Bt-Mais anbauten, haben auf diese Weise massiv vom Anbau des Bt-Mais durch andere Bauern profitiert. Andererseits zeigten Untersuchungen in China beim Anbau gentechnisch veränderter Baumwolle, dass Nichtzielorganismen sich zeitweise ausbreiten konnten und zu einer Schädigung bei Bt-Baumwolle als auch konventionellen Anbaufrüchten geführt haben (Negative Externalität).
Ein 2011 veröffentlichtes Review der Auswirkungen der grünen Gentechnik auf die Biodiversität kommt zu dem Schluss, dass die bisher angebauten Gv-Pflanzen die negativen Effekte der Landwirtschaft auf die Biodiversität reduziert haben, und zwar durch die verstärkte Anwendung konservierender Bodenbearbeitung, die Reduzierung des Insektizideinsatzes und die Nutzung umweltfreundlicherer Herbizide sowie die Schonung nichtlandwirtschaftlicher Flächen durch Ertragssteigerungen.

### Umweltrisiken

#### Wissenschaftlicher Forschungsstand
2010 veröffentlichte die Europäische Kommission ein Kompendium, in dem sie die Ergebnisse EU-finanzierter Studien durch über 400 unabhängige Arbeitsgruppen aus dem Zeitraum 2001–2010 zusammentrug, wonach es bisher keine wissenschaftlichen Hinweise dafür gebe, dass gentechnisch veränderte Pflanzen mit höheren Risiken für die Umwelt verbunden seien als konventionelle. Ein 2007 veröffentlichtes Review wissenschaftlicher Literatur und Studien internationaler Organisationen aus 10 Jahren kam zu dem Schluss, dass bisher keine wissenschaftlichen Beweise für Umweltschäden durch die bisher kommerzialisierten transgenen Pflanzen existierten. Andere Untersuchungen widersprechen dem. So bezeichnen Hilbeck u. a. in ihrem Paper „No scientific consensus on GMO safety“ den angeblichen wissenschaftlichen Konsens als „künstliches Konstrukt, welches fälschlich durch diverse Foren verbreitet wurde“. Vor der Zulassung einer neuen transgenen Sorte zum Anbau sind umfangreiche Sicherheitsstudien erforderlich, die in der Regel mehrere Jahre dauern. Eine neue Sorte darf nur dann zugelassen werden, wenn eine Unbedenklichkeit für die Umwelt bestätigt wurde. Nach dem Beginn des kommerziellen Anbaus einer neuen Sorte ist in der EU zudem ein anbaubegleitendes Monitoring vorgesehen.
Die deutsche Bundesregierung förderte seit 1987 über 140 Projekte zur Sicherheitsbewertung von gv-Pflanzen (insbesondere Mais, Kartoffeln, Getreide, Raps), an der über 60 Hochschulen und außeruniversitäre Forschungseinrichtungen beteiligt waren. Neben Laborexperimenten wurden auch zahlreiche Freilandversuche durchgeführt. Das BMBF veröffentlichte nach 25 Förderjahren eine Bilanz. Die vorliegenden Ergebnisse zeigen für den Anbau gv-Pflanzen im Vergleich zu konventionell gezüchteten Pflanzen kein höheres Risiko für Umweltbeeinträchtigungen.
Im Zuge der aktuellen Diskussion über die Verwendung Neuer genomischer Techniken (NGT) in der Landwirtschaft gibt die Gesellschaft für Ökologie in einem Statement zu bedenken: Auch wenn der Umweltnutzen von NGTs noch bewertet werden muss, so gibt es doch zahlreiche wissenschaftliche Belege für ökologische Lösungen, die schnell und effizient sind und keine Umweltrisiken bergen.

#### Kontroversen
Das Bundesamt für Naturschutz (BfN) geht davon aus, dass alle Freisetzungen von gentechnisch veränderten Organismen (GVO) dem von der EU mit der Freisetzungsrichtlinie von 2001 bestimmten Zulassungsverfahren und dem danach in Deutschland verabschiedeten Naturschutzgesetz sowie dem Gentechnikgesetz unterliegen und dementsprechend eine spezielle Umweltrisikoprüfung vorzunehmen sei. Hierfür seien folgende Kriterien maßgebend:
- technologiebedingte Veränderungen,
- eventuell auftretende schädliche Auswirkungen,
- resultierende Risiken für die Umwelt.

Entscheidend sei dabei die Frage, wie GVO in die Umwelt gelangen und welche Wirkungen sie dort ausüben können.

##### Nichtzielorganismen
Das Bt-Toxin Cry1Ab ist für einige Arten der Ordnung Schmetterlinge giftig. Anders als der Maiszünsler ernähren sich nur sehr wenige Schmetterlingsarten von Mais, könnten aber theoretisch indirekt über Bt-Maispollen geschädigt werden, die auf ihrer Nahrung landen. Eine 1999 veröffentlichte Laborstudie stellte eine Schädigung von Monarchfaltern fest, wenn sie mit Bt-Maispollen des Events 11 gefüttert wurden. Seitens Teilen der Wissenschaft wurde dargestellt, dass das Fütterungsexperiment diese Befürchtungen nicht rechtfertige. Weitere Laborexperimente fanden, dass Pollen des Events 176 Monarchfalterlarven schädigen, woraufhin das Event vom Markt genommen wurde. Feldstudien hingegen fanden keine Effekte auf Larven durch die verbreiteten Bt-Maisevents (MON810 und Bt 11), die 80-mal weniger Toxin produzieren als Event 176. Feldstudien zeigten zudem, dass die in den Laborstudien verwendeten Pollenmengen unter Feldbedingungen unrealistisch hoch seien, und legten nahe, dass die Pollen von Event 11 möglicherweise mit anderen Pflanzenteilen vermischt wurden. Für die derzeit zugelassenen Events seien extrem hohe Pollendichten notwendig, um Larvenschädigung zu erreichen. Felduntersuchungen zeigten, dass ein geringer Anteil von 0,8 % der Monarchfalterpopulation Bt-Maispollen ausgesetzt sei. Die natürliche Mortalität von 80 % während der Larvenphase müsse zudem berücksichtigt werden, ebenso wie andere Faktoren, wie Verluste durch Habitatzerstörung, Insektizideinsatz sowie Kollisionen mit Autos. Eine 2010 veröffentlichte Simulation zeigt, dass selbst unter pessimistischen Annahmen ein flächendeckender Anbau von Bt-Mais in Europa kaum negative Effekte auf Schmetterlingsarten hätte. In allen Regionen war die maximale errechnete Sterblichkeitsrate bei Tagpfauenauge und Admiral weniger als einer von 1572 Schmetterlingen, bei der Kohlmotte eine von 392. Im Mittel aller Regionen lag sie für Tagpfauenauge und Admiral bei einem von 5000, für die Kohlmotte bei einer auf 4367.
Zudem wurden die Auswirkungen auf Nützlinge wie natürliche Feinde und Bestäuber untersucht. Bt-Mais gilt als unbedenklich für gesunde Honigbienen. Weiterer Forschungsbedarf zu der Wirkung des Bt-Toxins auf Bienen, die an Mikrosporidien erkrankt sind, wird aus den Ergebnissen eines Forschungsprojekts abgeleitet. In Labor- und Gewächshausstudien waren natürliche Feinde wie Florfliegen dann negativ betroffen, wenn ihre Beute durch Bt-Toxine geschädigt wird. Feldstudien zeigten, dass natürliche Feinde aufgrund der geringeren Beuteverfügbarkeit in Bt-Feldern seltener vorhanden waren, diese Reduktion jedoch keine Auswirkungen auf die Population habe. Florfliegen und andere natürliche Feinde sind polyphag und daher von der Reduktion bestimmter Beutearten nicht stark betroffen. Zudem würden auch andere Instrumente der Schädlingsbekämpfung das Nahrungsangebot von natürlichen Feinden beeinflussen, und die meisten gegenwärtig genutzten Insektizide (vor allem Breitbandinsektizide wie Pyrethroide und Organophosphate) hätten stärkere negative Auswirkungen auf natürliche Feinde als Bt-Toxine. Bei zahlreichen Untersuchungen konnten keine negativen Effekte von Bt-Pflanzen auf Bodenmakroorganismen (Fadenwürmer, Springschwänze, Landasseln, Milben und Regenwürmer) festgestellt werden.

##### Auskreuzung auf wilde Artverwandte und Biodiversität
Bei Untersuchungen zum Genfluss bei wilden Baumwollpflanzen der Art Gossypium hirsutum in Mexiko wurden in Wildpopulationen Transgene gentechnisch veränderter Pflanzen gefunden. Bei ungefähr einem Viertel der 270 untersuchten wilden Baumwollsamen wurden Transgene insektenresistenter, antibiotikaresistenter oder herbizidresistenter Baumwolle festgestellt. Ein Samen stammte aus einer Population, die in einer Entfernung von 755 Kilometern zur nächsten GM-Baumwollplantage gelegen war. Andere Samen konnten als Nachfolger der ersten Hybridgeneration identifiziert werden, da sie mehrere und verschiedene Transgene aufwiesen. Ana Wegier, führende Autorin der Studie gab an, dass Genfluss von GM-Baumwollpflanzen zu wilden Verwandten die genetische Vielfalt der Baumwolle reduziere und Auswirkungen auf die Umwelt, Nahrungsmittelsicherheit und Gesundheit sowie auf gesetzliche und Handelsbestimmungen haben könne.
In Mexiko ist der Anbau transgenen Maises seit 1998 verboten, um Landrassen und wilde Verwandte vor möglichen Auskreuzungen zu schützen. 2001 veröffentlichte Nature eine kontroverse Studie, die über einen Transgenfund in mexikanischen Mais-Landrassen berichtete. Nature zog die Veröffentlichung wenige Monate später zurück, da „die Datenlage die Veröffentlichung nicht rechtfertige“. Eine 2009 veröffentlichte Studie fand in 1 % von über 100 untersuchten Feldern in Mexiko Bt-Gene in Mais-Landrassen. Dabei ist unklar, ob eine gentechnische Einbringung des Bt-Gens in Landrassen illegalerweise vorgenommen wurden oder ob die Gene regulärer, illegal angebauter Bt-Maissorten unbeabsichtigt ausgekreuzt wurden. Im Oktober 2009 wurden zwei Genehmigungen für den Versuchsanbau von transgenem Mais auf knapp 13 ha erteilt. Thema der Untersuchungen ist unter anderem die Frage, ob Mexiko mit transgenen Sorten seine Abhängigkeit von Importen verringern kann. Fast 2000 Wissenschaftler protestierten in einer Petition gegen die Genehmigungen, da ihrer Ansicht nach Auskreuzungen auf Landrassen nicht verhindert werden können. Die Zulassungsbehörden gaben an, dass ein Abstand von 500 m zu konventionellen Feldern eingehalten wird. Zudem soll die Aussaat zu unterschiedlichen Zeitpunkten stattfinden und umliegende Bauern bezüglich möglicher Auskreuzung befragt werden. Es gibt bisher keine wissenschaftlichen Hinweise dafür, dass eine mögliche Auskreuzung von Transgenen die Biodiversität des Mais verringern könnte. Der Genfluss, der Genaustausch zwischen Kultur- und Wildsorten, ist ein natürlicher Vorgang. Ob sich Gene aus konventionellen Hochleistungssorten oder transgenen Sorten in Landsorten dauerhaft etablieren und dadurch die Biodiversität verringern, hängt letztlich davon ab, ob sie den Nachkommen einen Selektionsvorteil verleihen. Laut dem internationalen Mais- und Weizenforschungsinstitut nimmt die Vielzahl der Maisrassen in Mexiko allein durch Einkreuzungen aus Kultursorten nicht ab.
Laut einer 2011 erschienenen Übersichtsarbeit (Kwit u. a., 2011) sind mögliche negative Folgen einer Auskreuzung transgener Eigenschaften auf wilde Artverwandte, etwa das Aussterben wilder Populationen, bisher nicht nachgewiesen.

## Gesundheitliche Auswirkungen

### Gesundheitsschutz
Durch die verminderte Anwendung von Pflanzenschutzmitteln hat sich bei transgenen Pflanzen der ersten Generation die Zahl der Vergiftungsfälle durch direkten Kontakt mit Pestiziden verringert. Dieser Effekt ist besonders stark in Ländern wie China, Südafrika und Indien, wo Pestizide häufig mit Gartenspritzen ausgebracht werden.
Auch kann die grüne Gentechnik die Lebensmittelqualität erhöhen. So wurden für Bt-Mais signifikant geringere Spuren von Mykotoxinen gefunden, was auf die verbesserte Schädlingskontrolle zurückzuführen ist.
Mithilfe der grünen Gentechnik kann der Gehalt von Allergenen in Nahrungsmitteln vermindert werden, was bereits für Tomaten und Erdnüsse ohne Ertragseinbußen möglich ist.

### Mangelernährung
Ernährungsphysiologisch verbesserte Pflanzen können die Gesundheit von Konsumenten erhöhen. Es wird geschätzt, dass der Anbau von goldenem Reis die Kosten der Vitamin-A-Versorgung in Indien um bis zu 60 % senken könnte. Übersetzt man eine gesteigerte Gesundheit in Arbeitsproduktivität, wird ein globaler Wohlfahrtszuwachs von 15 Milliarden US$ pro Jahr geschätzt, das meiste davon in Asien. In China könnte Goldener Reis Schätzungen zufolge einen Wachstumseffekt von 2 % bedeuten. Auch für transgene Pflanzen mit erhöhtem Gehalt an Nährstoffen wie Eisen oder Zink sowie erhöhtem Gehalt an essentiellen Aminosäuren werden positive ökonomische und gesundheitliche Effekte erwartet.

### Gesundheitsrisiken

#### Wissenschaftlicher Konsens
Es existiert ein weitgehender wissenschaftlicher Konsens darüber, dass die Anwendungen der Grünen Gentechnik nicht mit höheren Risiken verbunden sind als konventionelle Verfahren der Pflanzenzüchtung. Dem New Scientist zufolge wird diese Position von allen größeren wissenschaftlichen Einrichtungen und Akademien weltweit vertreten. Dieser Konsens werde lediglich von Anti-GVO-Lobbygruppen bestritten, die von einem alternativen Konsens reden, sowie von einer kleinen Gruppe von Wissenschaftlern, die sich jenseits des wissenschaftlichen Mainstreams bewegen.
Ein 2001 veröffentlichtes Review der Europäischen Kommission von 81 Studien aus 15 Jahren fand keine Hinweise auf Gesundheitsrisiken durch transgene Pflanzen. 2010 veröffentlichte die Europäische Kommission erneut ein Kompendium, in dem sie die Ergebnisse EU-finanzierter Studien durch über 400 unabhängige Arbeitsgruppen aus dem Zeitraum 2001–2010 zusammentrug, wonach es keine wissenschaftlichen Hinweise dafür gebe, dass gentechnisch veränderte Pflanzen mit höheren Risiken für die menschliche Gesundheit verbunden seien als konventionelle. Die American Association for the Advancement of Science, die American Medical Association, das National Institute of Medicine, der National Research Council und die National Academy of Sciences vertreten ebenfalls diese Auffassung. Die FAO, WHO, OECD sowie deutsche, französische und britische Wissenschaftsakademien und die US-amerikanische FDA kamen zum selben Ergebnis. Zukünftige Gesundheitsschäden vollständig auszuschließen sei wissenschaftlich unmöglich. Kritiker fordern häufig einen „Beweis“ der Sicherheit. Dies ist laut Befürwortern jedoch unverhältnismäßig, nach einem derart strengen Standard dürfte keine Technologie zugelassen werden, weder neue noch existierende.
Eine 2014 erschienene Übersichtsarbeit fasst die wissenschaftliche Literatur bezüglich der Auswirkungen von gv-Futtermitteln auf die Leistung und Gesundheit von Nutztieren zusammen (Eenennaam & Young, 2014). Danach kommen zahlreiche experimentelle Studien zu dem konsistenten Ergebnis, dass kein Unterschied zwischen gv- und konventionellen Futtermitteln hinsichtlich dieser Auswirkungen auf Nutztiere besteht. Des Weiteren habe keine Studie signifikante Auswirkungen von gv-Futtermitteln auf das Nährstoffprofil der tierischen Endprodukte gefunden. Auch ließen sich gv-Komponenten in Milch, Fleisch und Eiern nicht nachweisen oder zuverlässig quantifizieren.
Bis 2007 gab es weltweit über 270 Studien zur Sicherheit von GVO. Für die Überwachung zuständige Behörden belegen mit umfangreichen Untersuchungen die Umweltsicherheit, und Politiker wie die ehemalige Bundesforschungsministerin Schavan oder Forscher wie die Nobelpreisträgerin Christiane Nüsslein-Volhard vertreten die Ansicht, dass es nach 20 Jahren Forschung keine wissenschaftlichen Hinweise für eine Gefährdung durch die Gentechnik gäbe. Dies wurde auch in einer Anfang 2014 veröffentlichen Meta-Studie bestätigt. Diese hat 1783 Publikationen bezüglich der Sicherheitsforschung an gentechnisch veränderten Pflanzen im Zeitraum von 2002 bis 2012 ausgewertet und dabei keine Hinweise auf ernstzunehmende Risiken gefunden.

#### Kontroversen
Einige Wissenschaftler und Nichtregierungsorganisationen befürchten, dass transgene Pflanzen Gesundheitsrisiken bergen, wie zum Beispiel verminderten Nährstoff- oder erhöhten Toxingehalt. Transgene Pflanzen könnten bisher unbekannte Allergene produzieren oder den Gehalt von bekannten Allergenen verändern. Auch könnte der Einsatz von Antibiotika-Resistenzgenen als Marker Antibiotikaresistenzen bei pathogenen Bakterien nach sich ziehen.
Während der Erforschung möglicher Transgene für die Kartoffelzüchtung Ende der 1990er Jahre führte der britische Forscher Árpád Pusztai Fütterungsversuche durch. Es sollte getestet werden, ob transgene Kartoffeln, die Schneeglöckchen-Lektin bilden, ein mögliches Gesundheitsrisiko darstellten. Schneeglöckchen-Lektin ist ein gegen Schadinsekten wirksames Protein, das für den Menschen als unbedenklich angesehen wird. Pusztai erklärte, dass die mit den transgenen Kartoffeln gefütterten Ratten weniger gesund seien als die übrigen Versuchstiere. Dies löste eine Kontroverse unter Wissenschaftlern aus. Dabei wurde die statistische Signifikanz der Ergebnisse infrage gestellt, auf mögliche Fehler im Versuch hingewiesen und die Erklärung der Ergebnisse in anderen Faktoren als dem Gentransfer vermutet. Pusztai blieb in der Folge bei seiner Interpretation, dass der Gentransfer zur Produktion neuer Toxine geführt hätte.
Prinzipiell können mithilfe der Gentechnik Allergene in andere Organismen übertragen werden. Dadurch können bislang ungefährliche Lebensmittel Allergien auslösen, ohne dass die Ursache für den Verbraucher erkennbar wäre. In der Entwicklungsphase einer transgenen Sojabohne mit erhöhtem Methioningehalt stellte der Hersteller Pioneer Hi-Bred im Jahr 1996 beispielsweise fest, dass es sich bei dem aus der Paranuss eingebrachten Gen um das bis dato nicht identifizierte Hauptallergen der Paranuss handelte. Die Produktentwicklung wurde daraufhin abgebrochen. Neue gv-Pflanzen werden daher in einem von der WHO entwickelten Verfahren auf ihr Allergiepotenzial geprüft. Bisher ist kein Fall einer Einbringung eines Allergens in zugelassene transgene Pflanzen bekannt geworden. Bei herkömmlichen Züchtungen, bei denen durch Mutationen ungeplante Veränderungen bereits vorhandener Gene hervorgerufen werden oder durch Kreuzungen bereits im Genpool einer Art vorhandene Gene rekombiniert werden, sind keine derartigen Prüfungen vorgeschrieben. Daher schätzt die Union der deutschen Akademien der Wissenschaften das Allergenitäts-Risiko bei gv-Pflanzen deutlich geringer ein als bei Produkten einer konventionellen Züchtung. Insgesamt erscheint es nach dieser Studie „äußerst unwahrscheinlich, dass beim Verzehr der in der Europäischen Union zugelassenen GVO-Nahrungsmittel ein höheres Gesundheitsrisiko besteht als beim Verzehr herkömmlicher Nahrungsmittel.“
Laut einigen Wissenschaftlern sei es extrem unwahrscheinlich, dass sich die in der Grünen Gentechnik als Marker verwendeten Antibiotika-Resistenzgene auf Krankheitserreger des Menschen übertragen könnten, da ein entsprechendes Resistenzgen erstens den Verdauungstrakt unzerstört passieren müsse, zweitens in Kontakt mit einem passenden krankheitserregenden Bakterium kommen müsse, und drittens sich mit dem Bakterienchromosom rekombinieren müsse, und zwar an einer ganz bestimmten Stelle und auf eine ganz bestimmte Weise. Jeder einzelne dieser Schritte sei für sich genommen schon sehr unwahrscheinlich, die Wahrscheinlichkeit des Zusammentreffens aller Schritte extrem gering. Andere Wissenschaftler beurteilen eine Übertragung dieser Resistenzen auf Bakterien, die Krankheiten bei Pflanzen und Tieren auslösen können, als selten, aber im Bereich des Möglichen. Zum Beispiel könnte eine solche Übertragung im Darm von Bienen, die den Pollen einer transgenen Pflanze fressen, stattfinden. Um dieses Risiko auszuschalten, geben Zimmermann u. a. an, dass keine Antibiotika-Resistenzgene mehr eingesetzt würden. Die Verbraucherzentrale Nordrhein-Westfalen gibt an, dass in gentechnisch veränderten Nutzpflanzen trotz risikoärmeren Verfahren noch Gene mit Antibiotikaresistenz eingebaut werden würden.
Ähnlich gering sei das Risiko des Einsatzes von Promotoren. Promotoren müssen verwendet werden, um ein Gen zu aktivieren. So wird ein Promotor eines Blumenkohlvirus verwendet, um das Bt-Gen zu aktivieren. Dieser Promotor funktioniert jedoch nur in Pflanzen, Hefe und Bakterien und wird in menschlichen Zellen nicht aktiv. Da Menschen seit Jahrtausenden Viren und Bakterien sowie Blumenkohl zu sich nehmen, ohne dass deren Promotoren einen negativen Einfluss gehabt hätten, seien die Bedenken fehl am Platz. Um dieses Risiko auszuschalten, würden ab der zweiten Generation nur noch artenspezifische Promotoren verwendet.
Wissenschaftler erklären zudem, die Gentechnik sei nicht so künstlich oder unpräzise wie oft angenommen. Es würden Verfahren genutzt, die auch in der Natur vorkommen, und diese würden ständig verbessert. Auch die Eigenschaften der Zielgene seien sehr genau bekannt, und die resultierenden Pflanzen würden strenger überwacht als die konventionell erzeugten. Sorten, die nicht die gewünschten oder gar negative Eigenschaften besitzen, würden nicht weiterentwickelt.

## Ethische Aspekte
Laut Joachim von Braun ist es im Kampf gegen den Welthunger ethisch erforderlich, die grüne Gentechnik Bauern in Entwicklungsländern zur Verfügung zu stellen.
Der Nuffield Council on Bioethics kam in Bezug auf eine möglicherweise unethische Unnatürlichkeit transgener Pflanzen zu dem Schluss, dass der Unterschied zur konventionellen Züchtung nicht groß genug sei, um eine inhärente moralische Fragwürdigkeit der grünen Gentechnik festzustellen. In Bezug auf das Vorsorgeprinzip sei es angebracht, die Risiken des Status quo zu berücksichtigen. Da der Status quo erheblichen Schaden unter Hungernden und Armen anrichte und die Grüne Gentechnik Chancen biete, diesen Schaden zu verringern, sei eine Einschränkung der grünen Gentechnik nicht unbedingt konsistent mit dem Vorsorgeprinzip.
Die Eidgenössische Ethikkommission für die Biotechnologie im Ausserhumanbereich geht einstimmig von dem Beurteilungsmodell aus, das grundsätzlich die Möglichkeit gegeben sieht, dass GV-Pflanzen unbeabsichtigte und unerwartete Wirkungen zeigen hinsichtlich pleiotroper, epigenetischer oder kumulativer Effekte. Entscheidungen werden daher im Kontext einer typischen Risikosituation auf der Basis unvollständigen Wissens getroffen. Die Konsequenz daraus ist, dass für eine GV-Pflanze eine abschließende Bewertung als sicher oder nicht sicher nicht möglich ist. Lediglich Angaben zur Wahrscheinlichkeit eines Schadensereignisses sind möglich. Die Entscheidung über die versuchsweise Freisetzung einer Gv-Pflanze ist daher abhängig von der Qualitätseinschätzung des unvollständigen Wissens sowie den Möglichkeiten, diese Unvollständigkeit zu reduzieren. Eine kleine Minderheit dieses Gremiums schätzt die Auswirkungen eines gentechnischen Eingriffs so komplex ein, dass eine Freisetzung bis auf Weiteres nicht vertretbar erscheint.
Die Fokussierung auf Neue genomische Techniken (NGT) für die Landwirtschaft der Zukunft kann leicht dazu führen, sozial-ökologisch nachhaltige Lösungen weiterhin zu vernachlässigen. Was in der Konsequenz auch nicht im Sinne des European Green Deal sei. Fasst Katja Tielbörger, Professorin für Vegetationsökologie an der Universität Tübingen, in Übereinstimmung mit der GfÖ 2023/2024 zusammen.

## Rezeption in der Öffentlichkeit

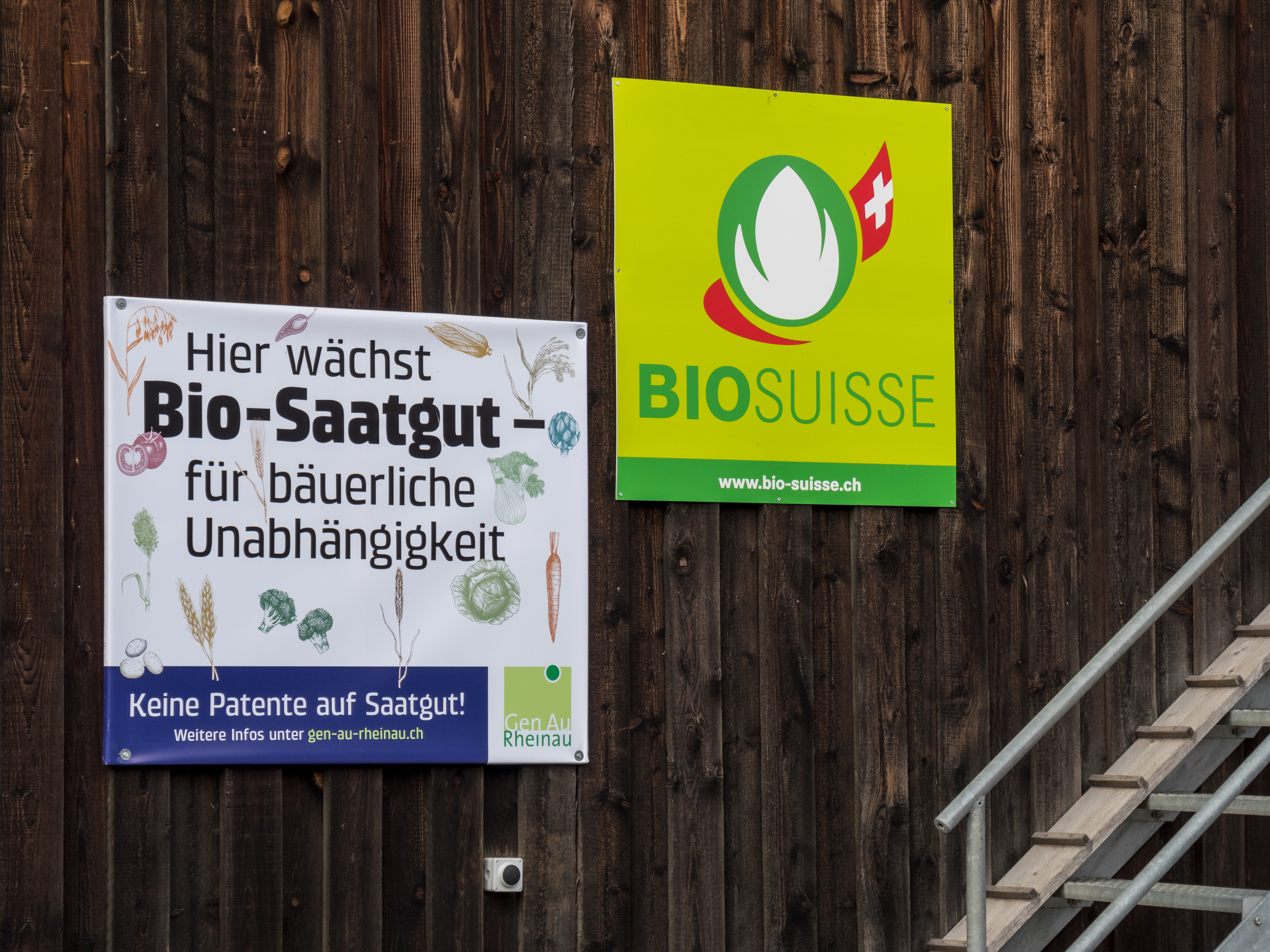
Protest gegen Patente auf Saatgut

Im Gegensatz zur Roten Biotechnologie trifft die Grüne Gentechnik insbesondere in der Öffentlichkeit von Industriestaaten auf Ablehnung. Umweltschutzorganisationen wie Greenpeace oder Friends of the Earth verstehen sich als grundsätzliche Gegner dieser Technik. Verbände der ökologischen Landwirtschaft treten für eine gentechnikfreie Landwirtschaft ein. Auch innerhalb der Parteienlandschaft wird das Thema „Grüne Gentechnik“ kontrovers diskutiert. Der Protest gegen gentechnisch veränderte Pflanzen kommt unter anderem in sogenannten Feldbefreiungen zum Ausdruck, wobei entsprechende Anbaugebiete rechtswidrig von Umweltaktivisten besetzt oder beschädigt werden.
In einer Meinungsumfrage von 2000 in 35 Ländern wurden 35.000 Menschen gefragt, ob die Vorteile transgener Nahrungspflanzen größer als die mit ihnen verbundenen Risiken seien. Transgene Nahrungspflanzen fanden wenig Zustimmung bei Bürgern reicher Nationen wie Japan und Frankreich mit nur 22 %. In Indien und China lag die Zustimmung mit über 65 % deutlich höher, am höchsten war sie in Kuba und Indonesien mit etwa 80 %. Einer 2006 durchgeführten Befragung von Menschen, die sich der Existenz GVO bewusst waren, zufolge glaubten 89 % der Griechen, dass GVO schädlich seien, hingegen nur 33 % der Südafrikaner. Umfragen (2001, 2003) ergaben, dass in den USA die Akzeptanz von gv-Lebensmitteln geringer ist bei Menschen über 64, bei Frauen und bei Personen mit niedrigerem Bildungsabschluss. Ablehnung gentechnisch veränderter Lebensmittel zeigte sich positiv korreliert mit vegetarischer/veganer Ernährungsweise. Die Akzeptanz von Gv-Lebensmitteln ist etwas geringer bei Menschen, die eine gesundheitsbewusste Ernährung sowie naturbelassene und wenig verarbeitete Lebensmittel bevorzugen. Die Ablehnung von Gv-Lebensmitteln ist am geringsten bei Menschen mit postgradualen Abschlüssen. 94 % der Amerikaner sprachen sich 2003 für eine Kennzeichnung von Gv-Lebensmitteln aus. Dem Eurobarometer 1999 zufolge nahm die Ablehnung von gv-Lebensmitteln in allen 16 europäischen Ländern gegenüber 1996 zu. Am stärksten war die Ablehnung 1999 in Griechenland (81 %), am schwächsten in den Niederlanden (25 %). Gegenüber gv-Pflanzen war die Zustimmung in Portugal und Spanien am höchsten und in Norwegen, Luxemburg und Österreich am geringsten. Gegner von gv-Lebensmitteln gaben zu über 80 % an, Gv-Lebensmittel gefährdeten die „natürliche Ordnung“, seien „fundamental unnatürlich“, mit „unakzeptablen Risiken“ und „Gefahren für zukünftige Generationen“ verbunden. Laut dem Eurobarometer 2010 ist die Bevölkerung in allen EU-Ländern gegenüber gentechnisch veränderten Lebensmitteln überwiegend negativ eingestellt. Mit wenigen Ausnahmen hat die Ablehnung in den letzten Jahren zugenommen. Als wichtigste Gründe, Gv-Lebensmittel abzulehnen, werden angeführt, sie seien „nicht sicher“ und „unnatürlich“. Die aktuellste Naturbewusstseinstudie zeigt, dass auch Menschen in Deutschland Gentechnik in der Landwirtschaft stark ablehnen: 2017 sprechen sich 79 Prozent für ein Verbot aus. Außerdem sind 93 Prozent der Befragten der Meinung, mögliche Auswirkungen auf die Natur sollten immer untersucht werden, wenn Pflanzen gezielt gentechnisch verändert werden.
Einige Wissenschaftler sehen eine Teilerklärung für diese Auffassung in einem Mangel an Wissen über die Grüne Gentechnik. Umfragen Ende der 90er Jahre ergaben, dass 35 % der EU-Bürger und 65 % der US-Amerikaner glaubten, dass nicht-transgene Tomaten keine Gene enthielten. Eine andere Umfrage zeigte, dass ein Viertel der Europäer glaubte, dass der Verzehr einer transgenen Pflanze eine Veränderung der menschlichen Gene nach sich ziehen könne. Die Ablehnung der Grünen Gentechnik in reicheren Ländern sei deswegen stärker, weil sich aus der ersten Generation gentechnisch veränderter Pflanzen hauptsächlich Nutzen für Landwirte in Entwicklungsländern, aber kaum Vorteile für reiche Konsumenten ergeben würden.
Seitens Teilen der Wissenschaft wird die Vorgehensweise der Kritiker selbst kritisiert. So kommt die Union der deutschen Akademien der Wissenschaften zu dem Schluss, Kampagnen gegen die Grüne Gentechnik mangele es an wissenschaftlicher Grundlage.
2009 gab es eine «Gemeinsame Erklärung der Wissenschaftsorganisationen zur Grünen Gentechnik» (eine Erklärung der Allianz der Wissenschaftsorganisationen) und eine «Stellungnahme der Deutschen Akademie der Naturforscher Leopoldina», in denen von der Politik gefordert wurde, für eine Versachlichung der Diskussion einzutreten und verlässliche Rahmenbedingungen für die Forschung zu schaffen. Eine von der Päpstlichen Akademie der Wissenschaften im Mai 2009 einberufene Expertenrunde hält es für einen moralischen Imperativ, den Nutzen der Grünen Gentechnik einer größeren Zahl von Armen zugänglich zu machen, und erinnert die Gegner an den Schaden, die ein Vorenthalten der Technologien für die Bedürftigsten bedeute. (Der Vatikan erklärte, das Abschlussdokument dürfe nicht als Erklärung der päpstlichen Akademie der Wissenschaften oder des Vatikans verstanden werden, und er distanzierte sich von der Befürwortung des Anbaus gentechnisch veränderter Nutzpflanzen durch die Expertenrunde.)

## Berichte aus den Medien
- Freiheit für den Acker? – Europa entscheidet über neue Genpflanzen, Deutschlandfunk – Wissenschaft im Brennpunkt vom 27. Mai 2018
- Gentechnik als Lösung für die Landwirtschaft?, Terra Xplore – ZDF vom 26. Oktober 2021
- Genschere - Wer blickt über den Tellerrand?, Der Freitag, November 2018